# Liste der Mitglieder des US-Repräsentantenhauses aus Texas

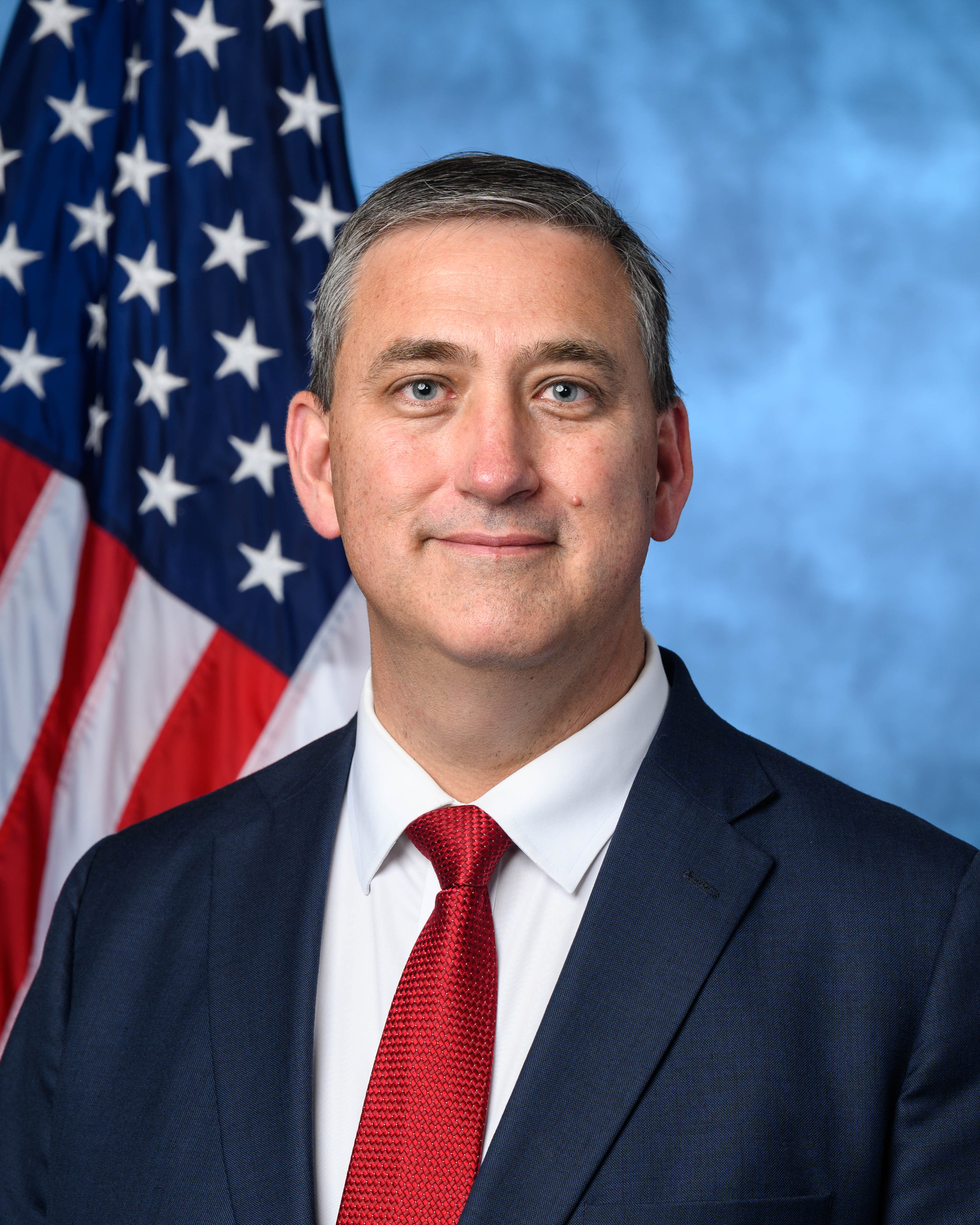
Nathaniel Moran, derzeitiger Vertreter des ersten Kongresswahlbezirks von Texas

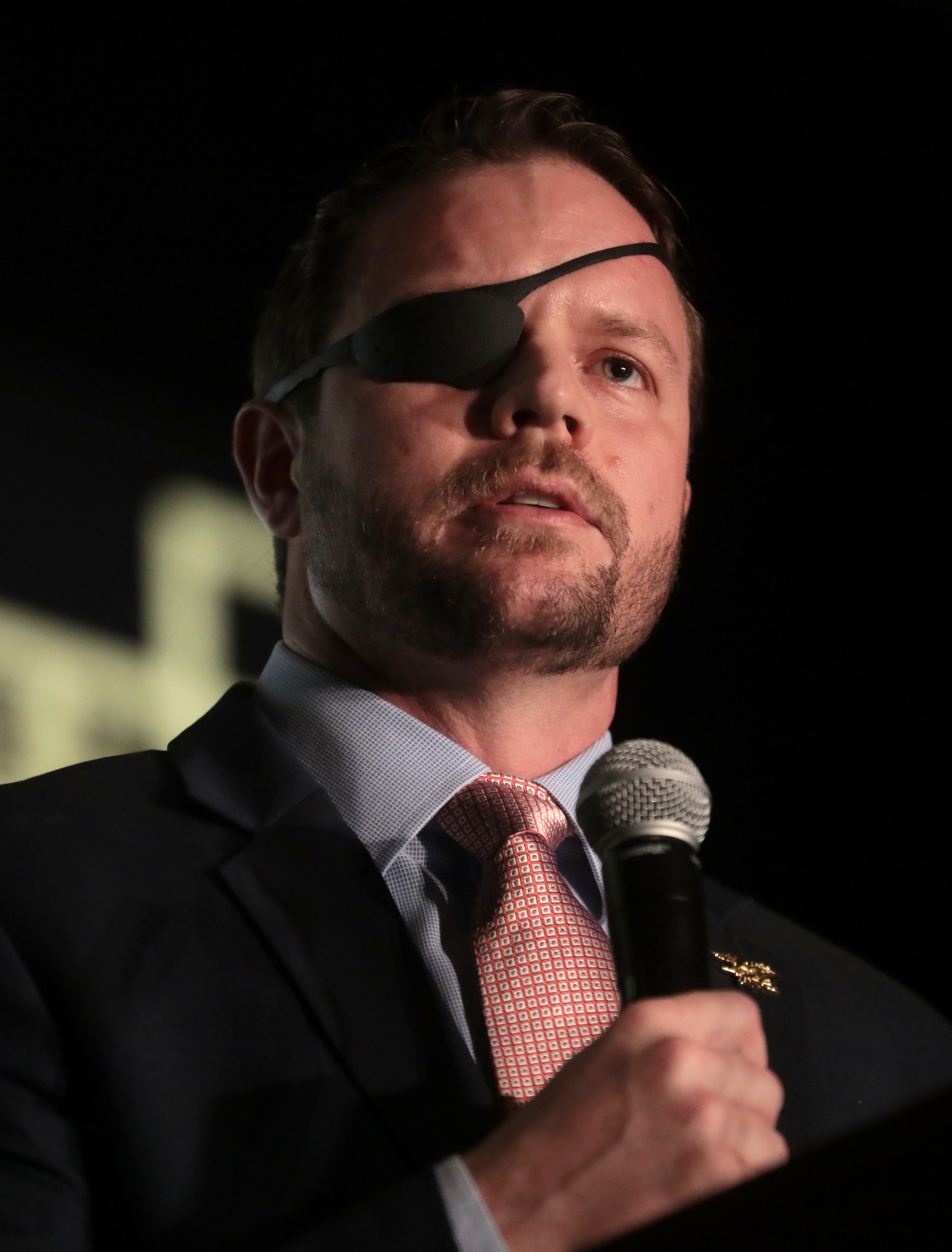
Dan Crenshaw, derzeitiger Vertreter des zweiten Kongresswahlbezirks von Texas

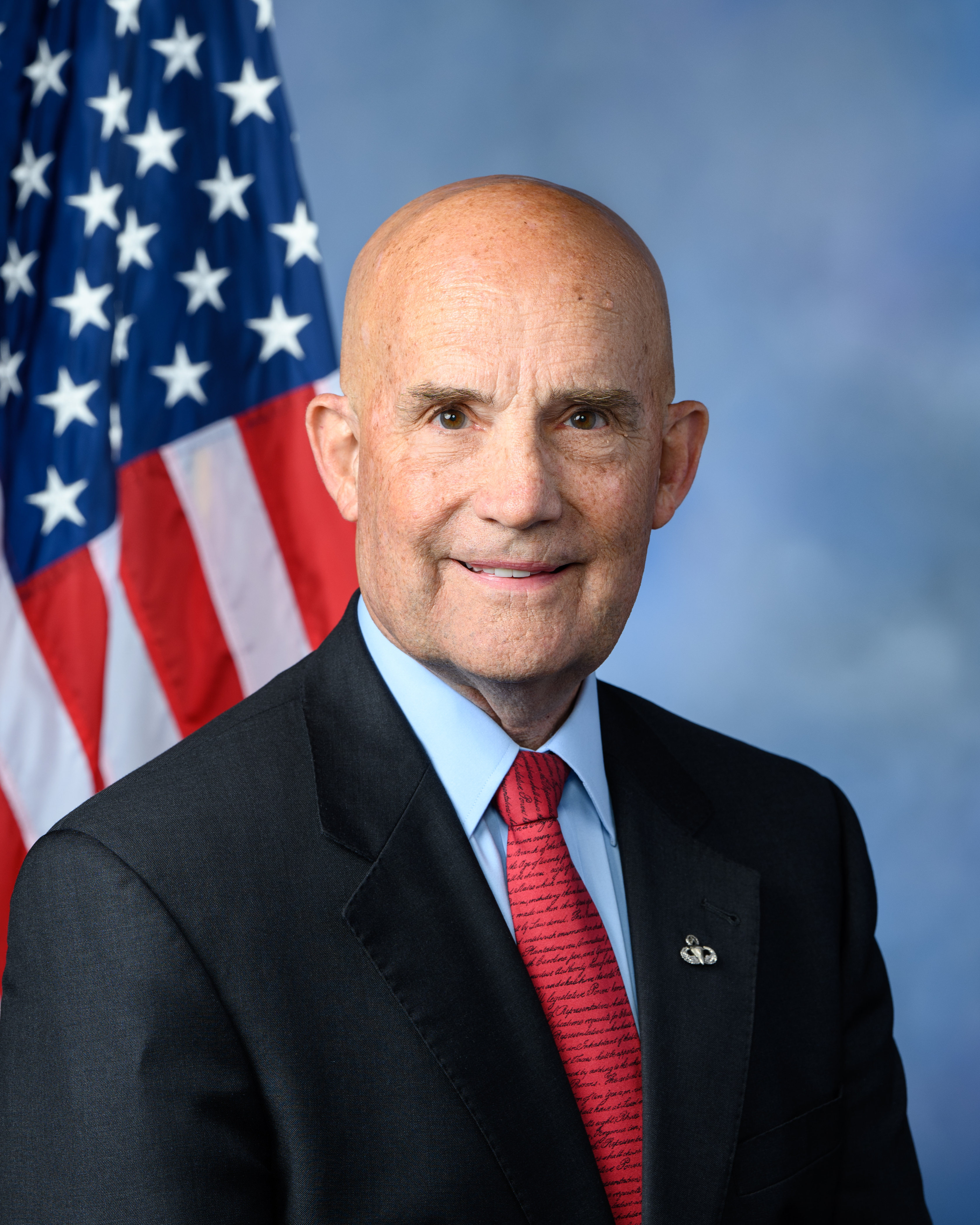
Keith Self, derzeitiger Vertreter des dritten Kongresswahlbezirks von Texas

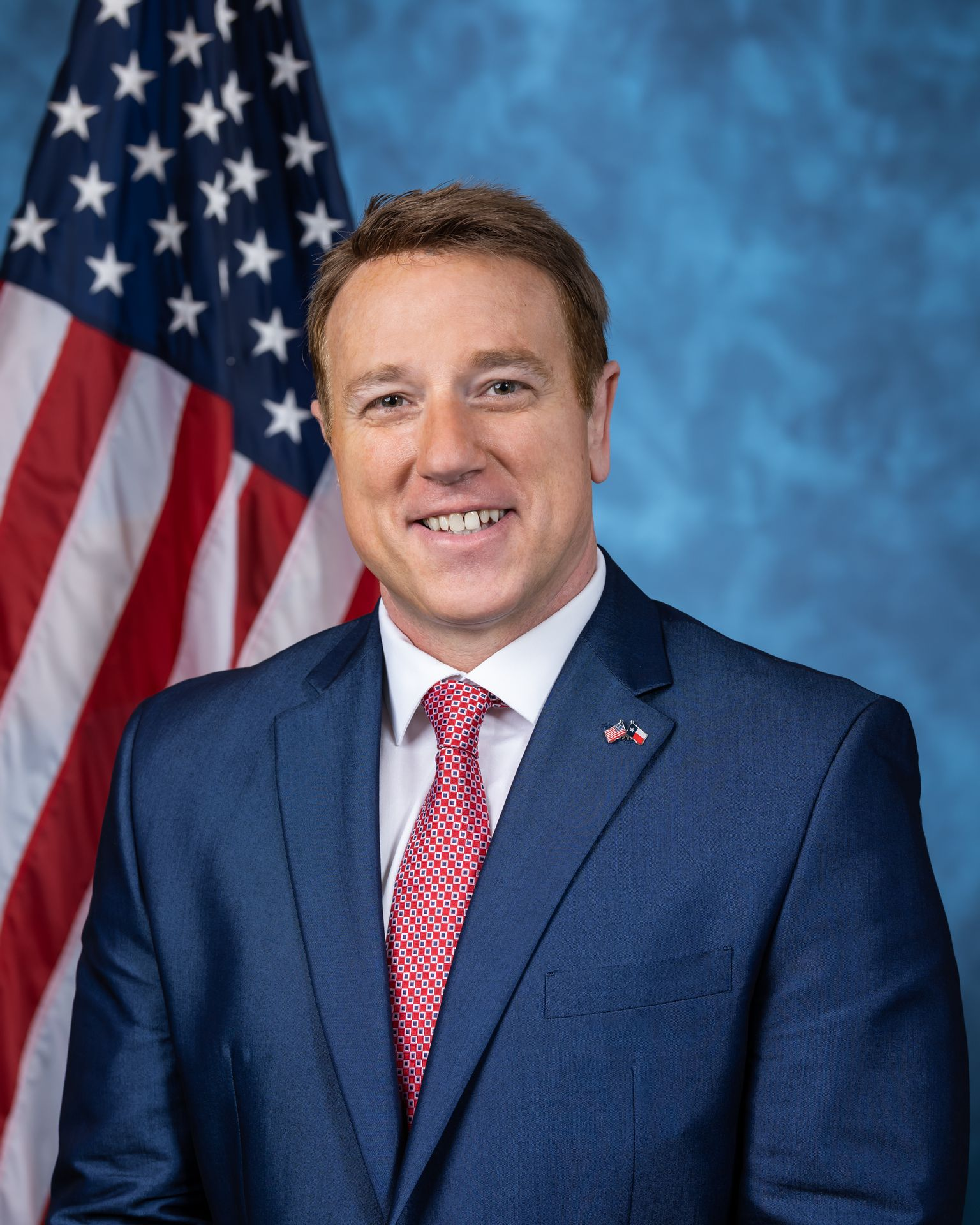
Pat Fallon, derzeitiger Vertreter des vierten Kongresswahlbezirks von Texas

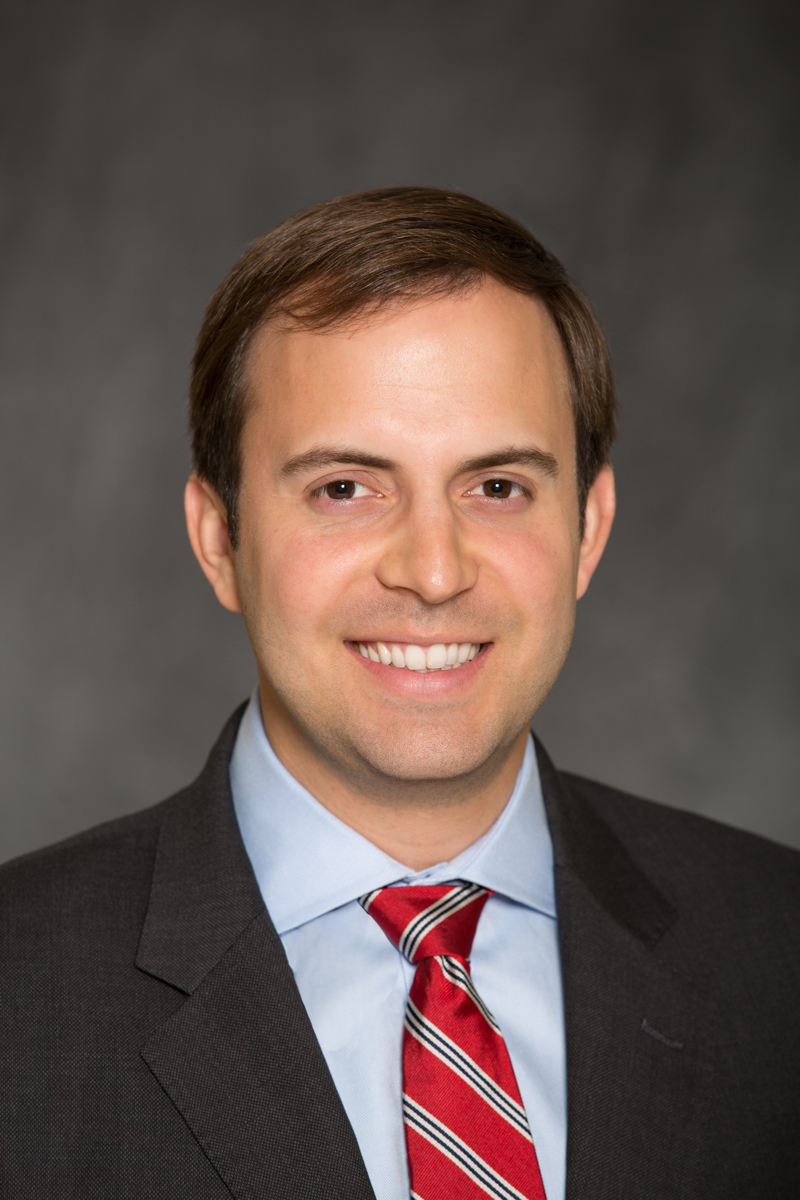
Lance Gooden, derzeitiger Vertreter des fünften Kongresswahlbezirks von Texas

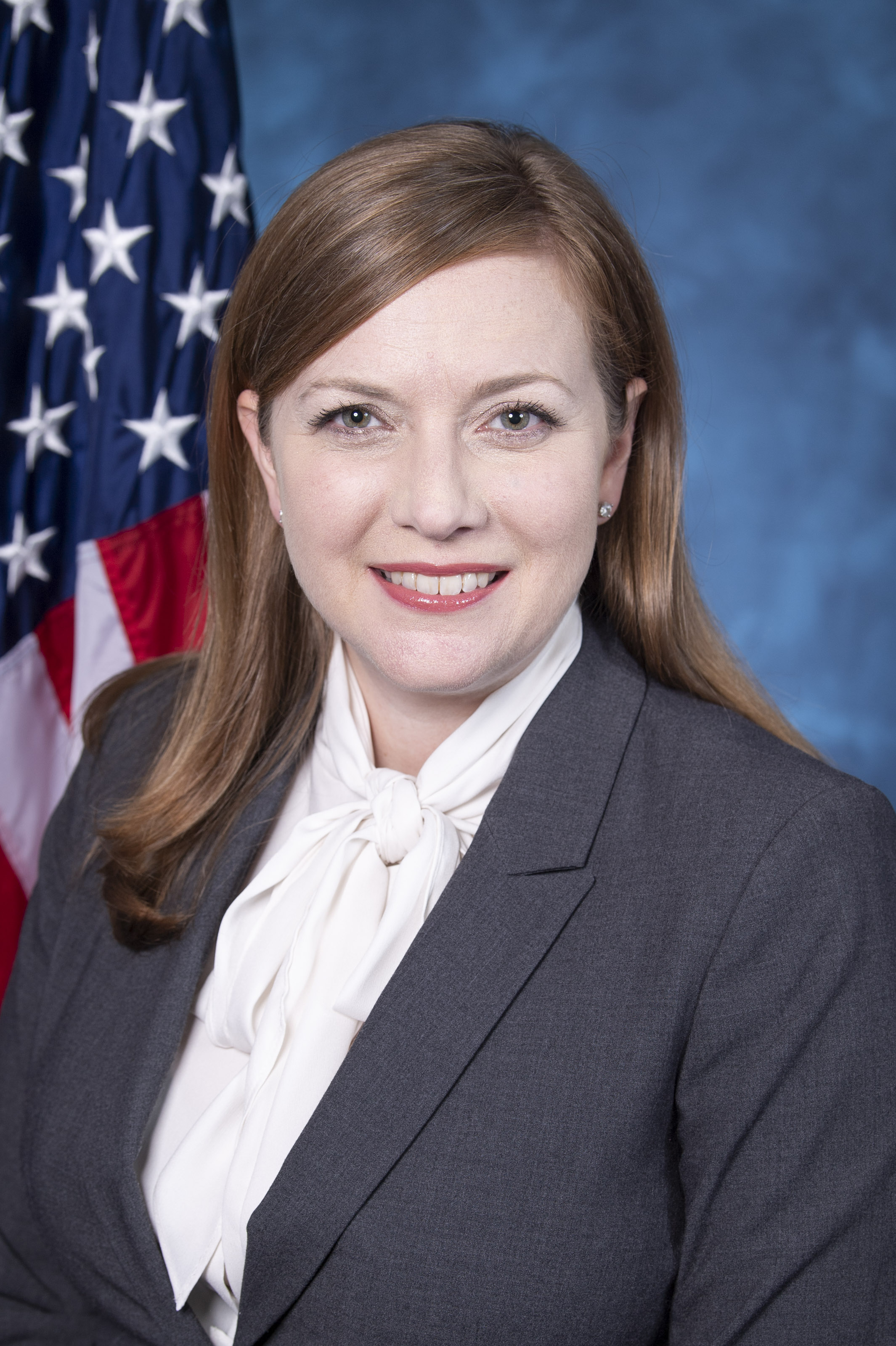
Lizzie Fletcher, derzeitige Vertreterin des siebten Kongresswahlbezirks von Texas

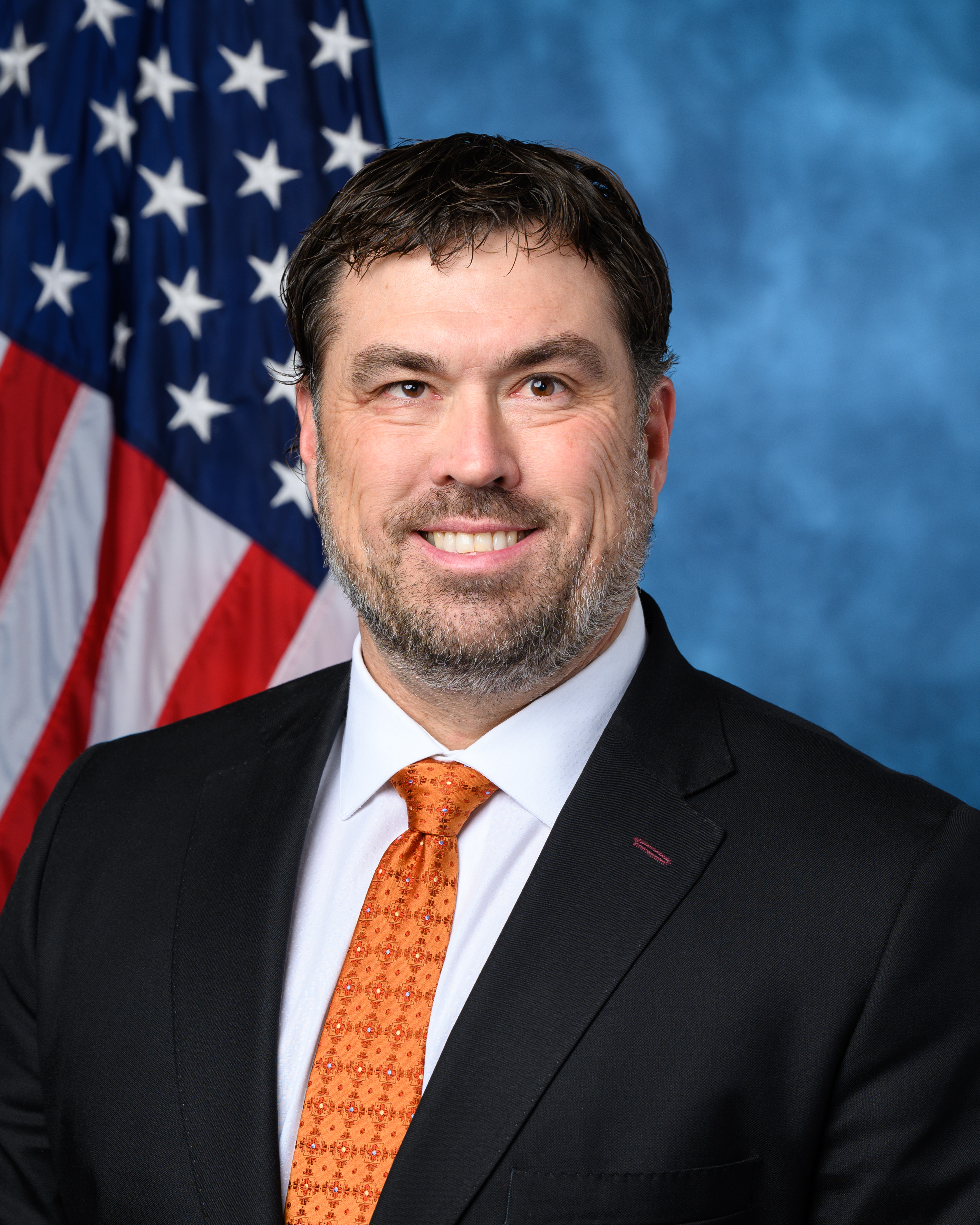
Morgan Luttrell, derzeitiger Vertreter des achten Kongresswahlbezirks von Texas

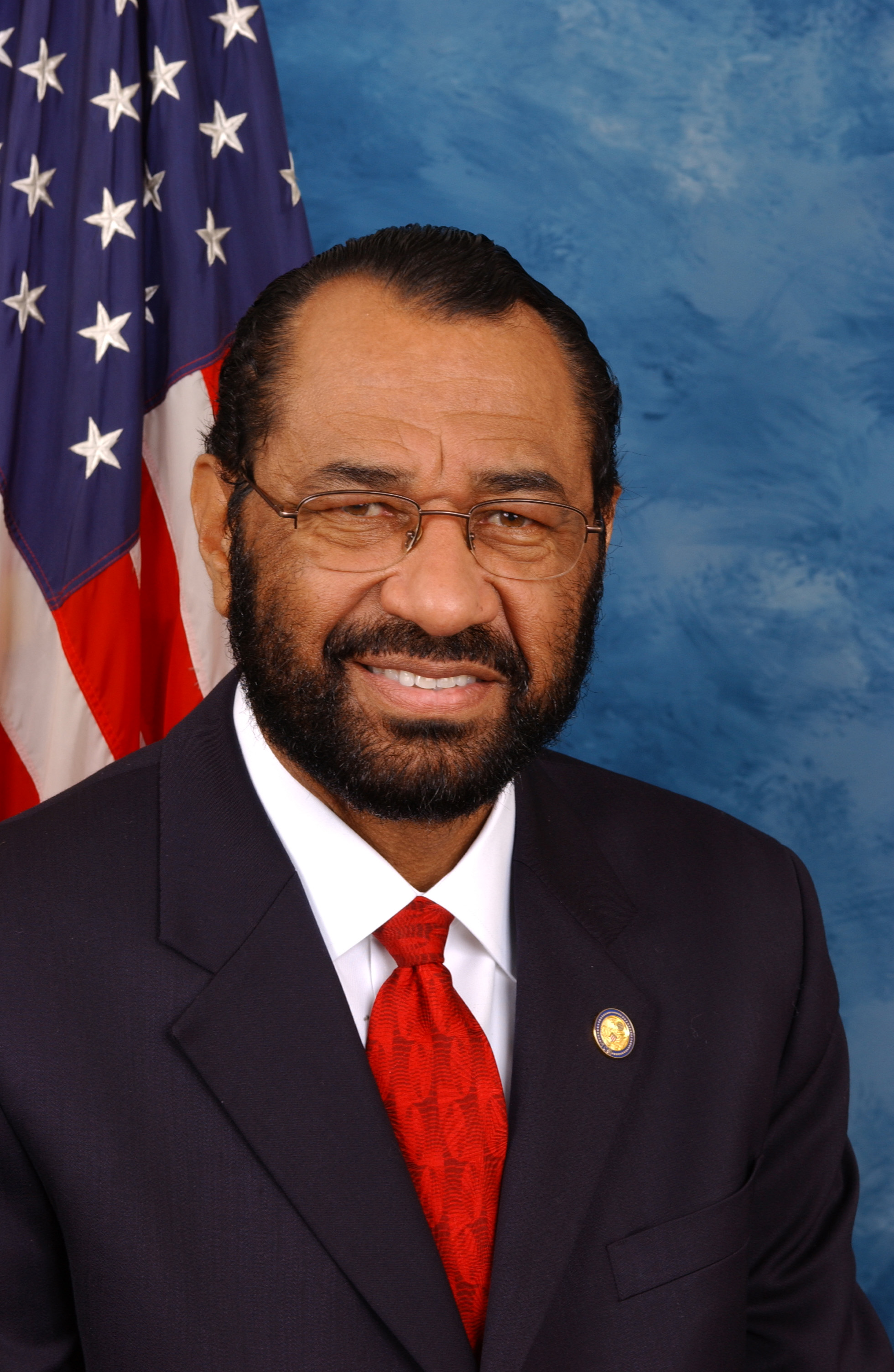
Al Green, derzeitiger Vertreter des neunten Kongresswahlbezirks von Texas

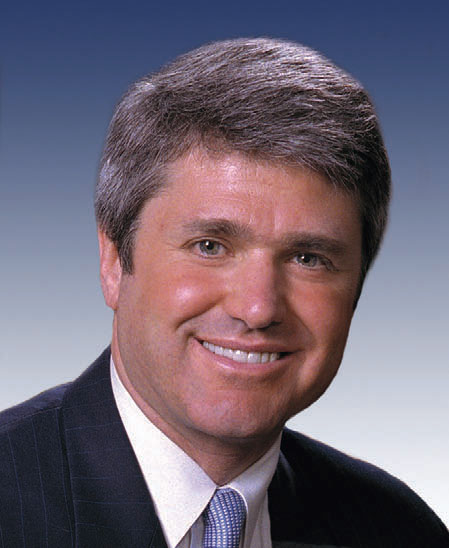
Michael McCaul, derzeitiger Vertreter des zehnten Kongresswahlbezirks von Texas

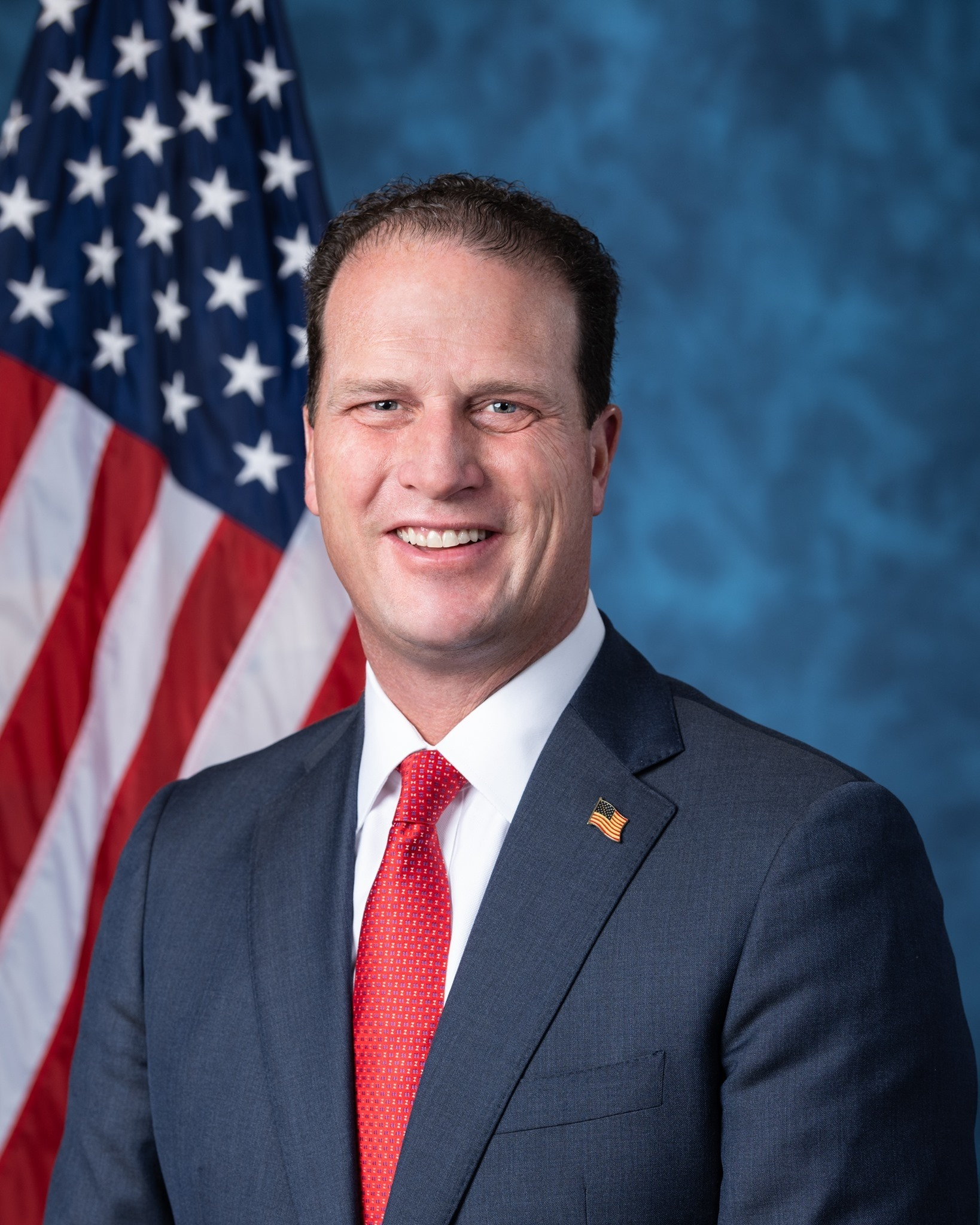
August Pfluger, derzeitiger Vertreter des elften Kongresswahlbezirks von Texas

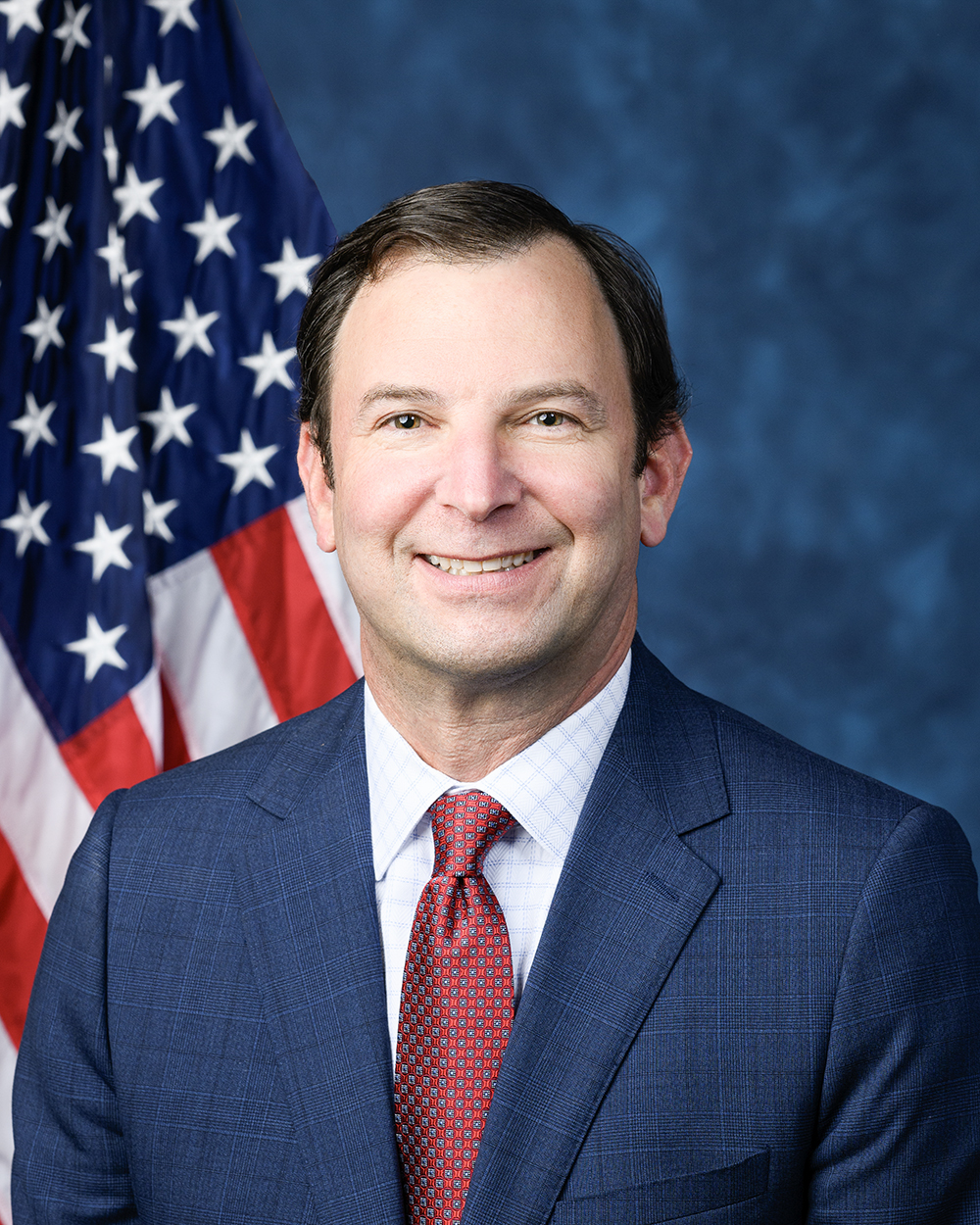
Craig Goldman, derzeitiger Vertreter des zwölften Kongresswahlbezirks von Texas

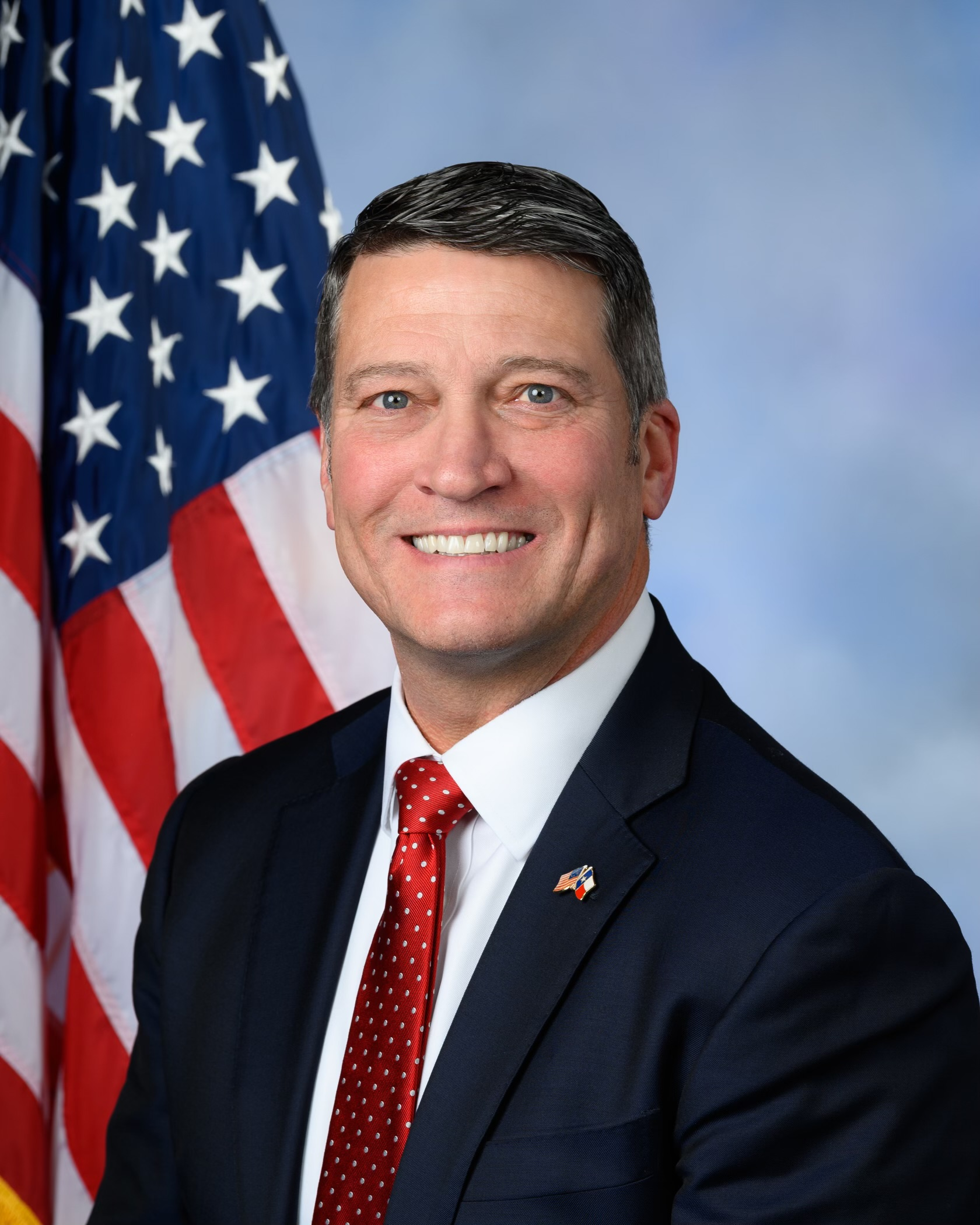
Ronny Jackson, derzeitiger Vertreter des 13. Kongresswahlbezirks von Texas

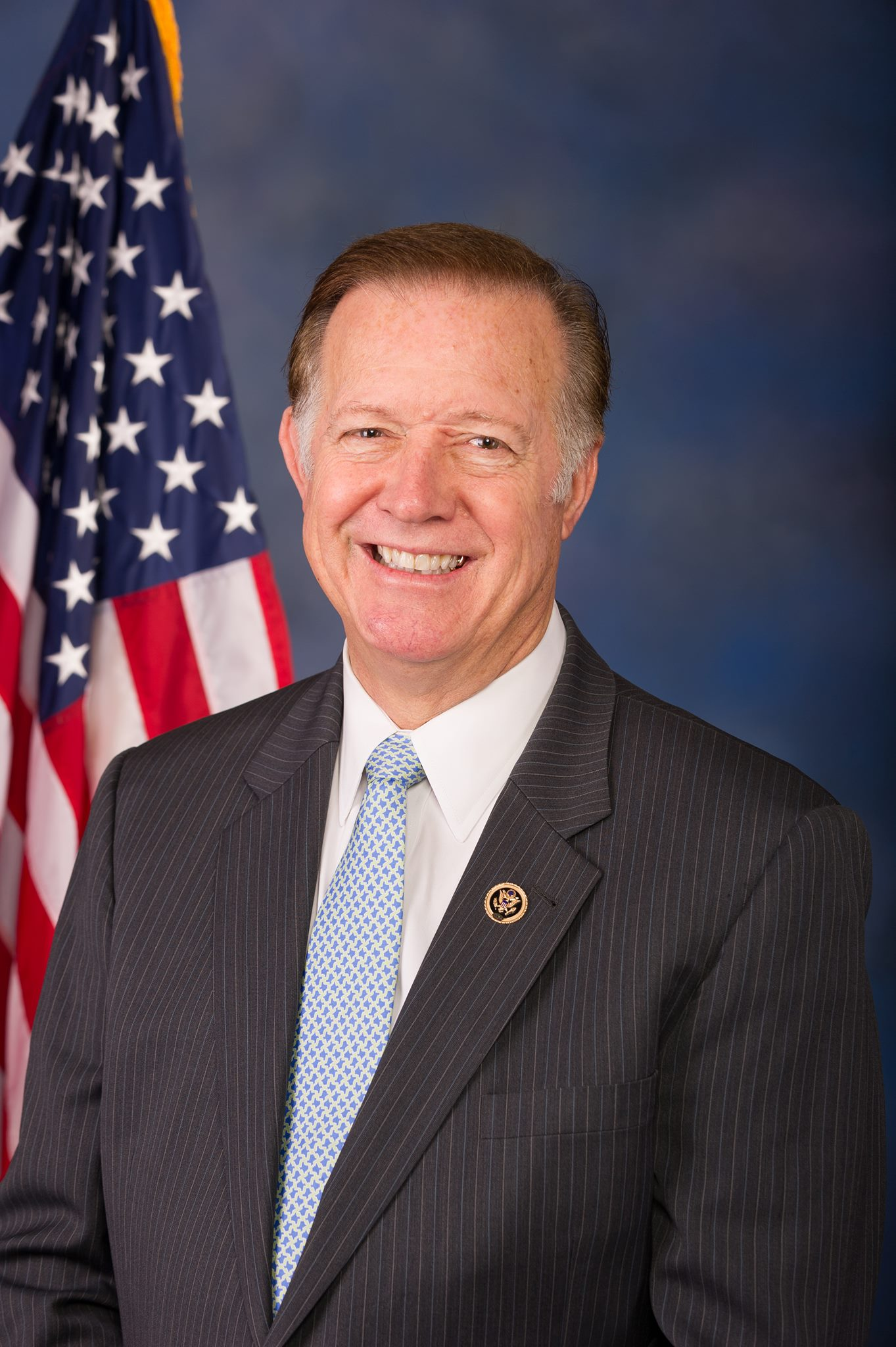
Randy Weber, derzeitiger Vertreter des 14. Kongresswahlbezirks von Texas

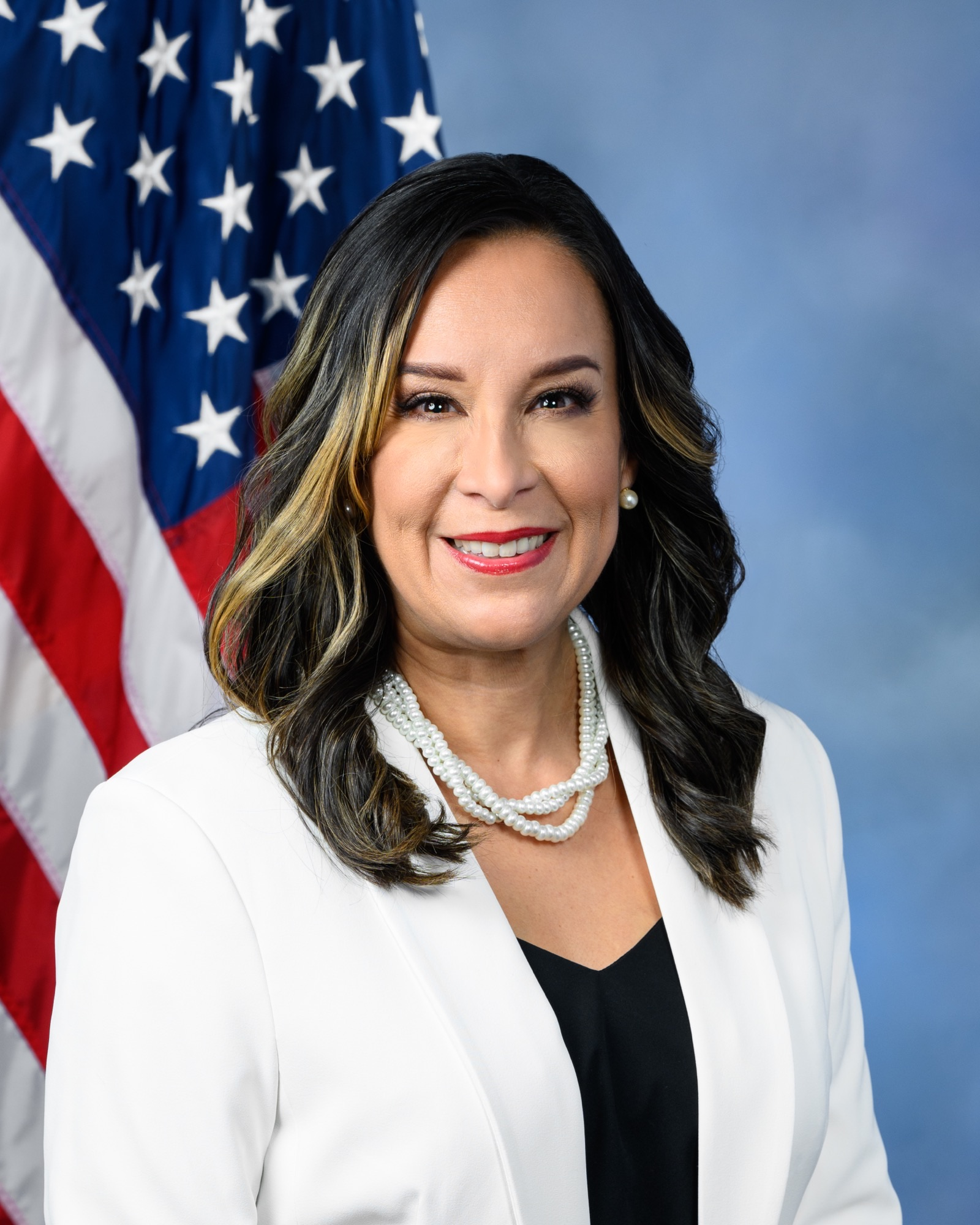
Monica De La Cruz, derzeitiger Vertreter des 15. Kongresswahlbezirks von Texas

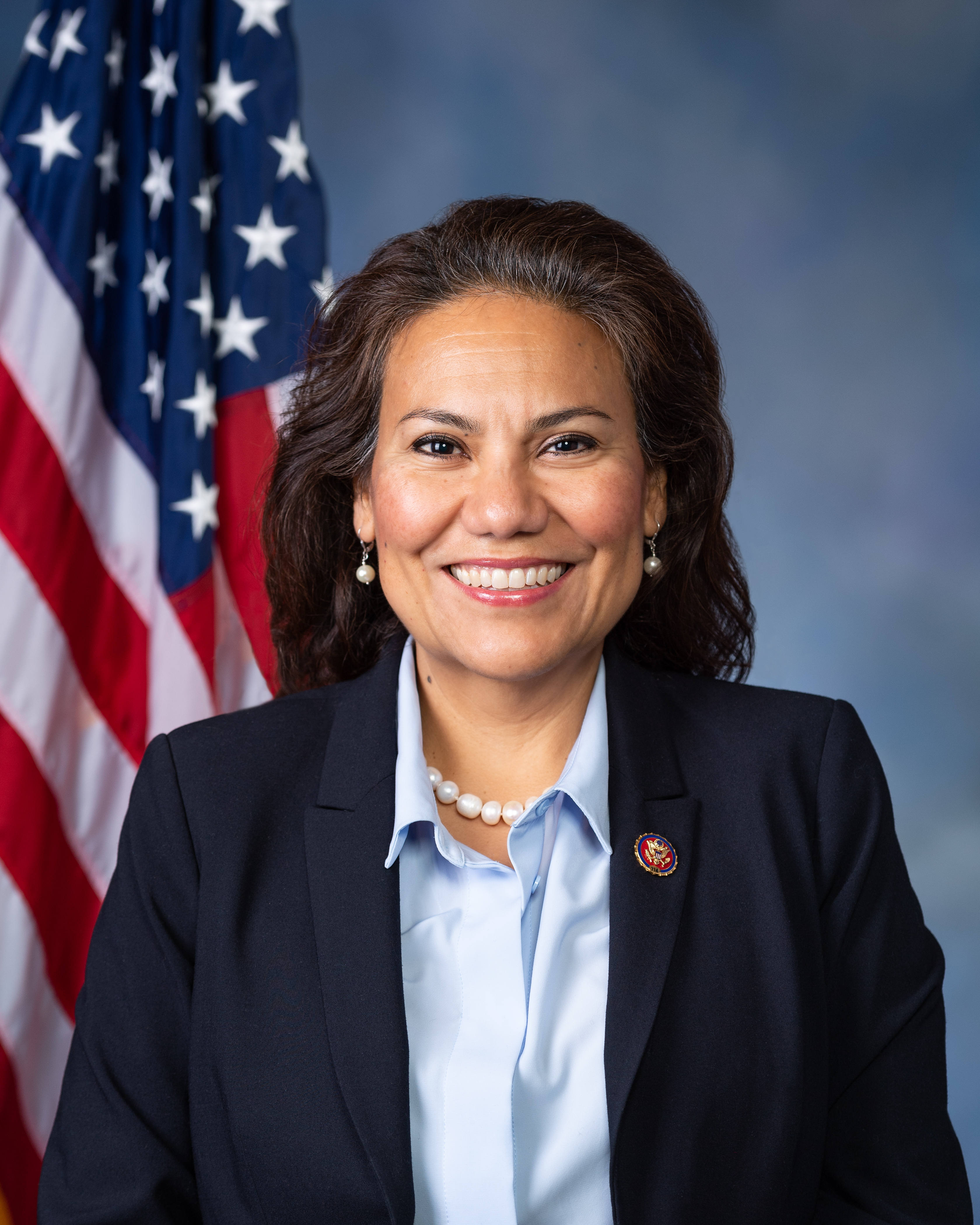
Veronica Escobar, derzeitige Vertreterin des 16. Kongresswahlbezirks von Texas

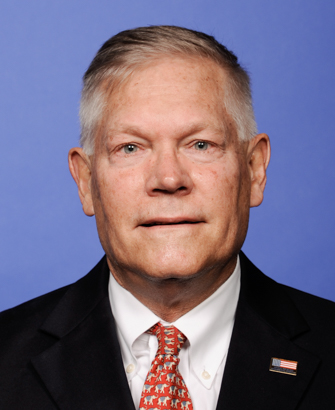
Pete Sessions, derzeitiger Vertreter des 17. Kongresswahlbezirks von Texas

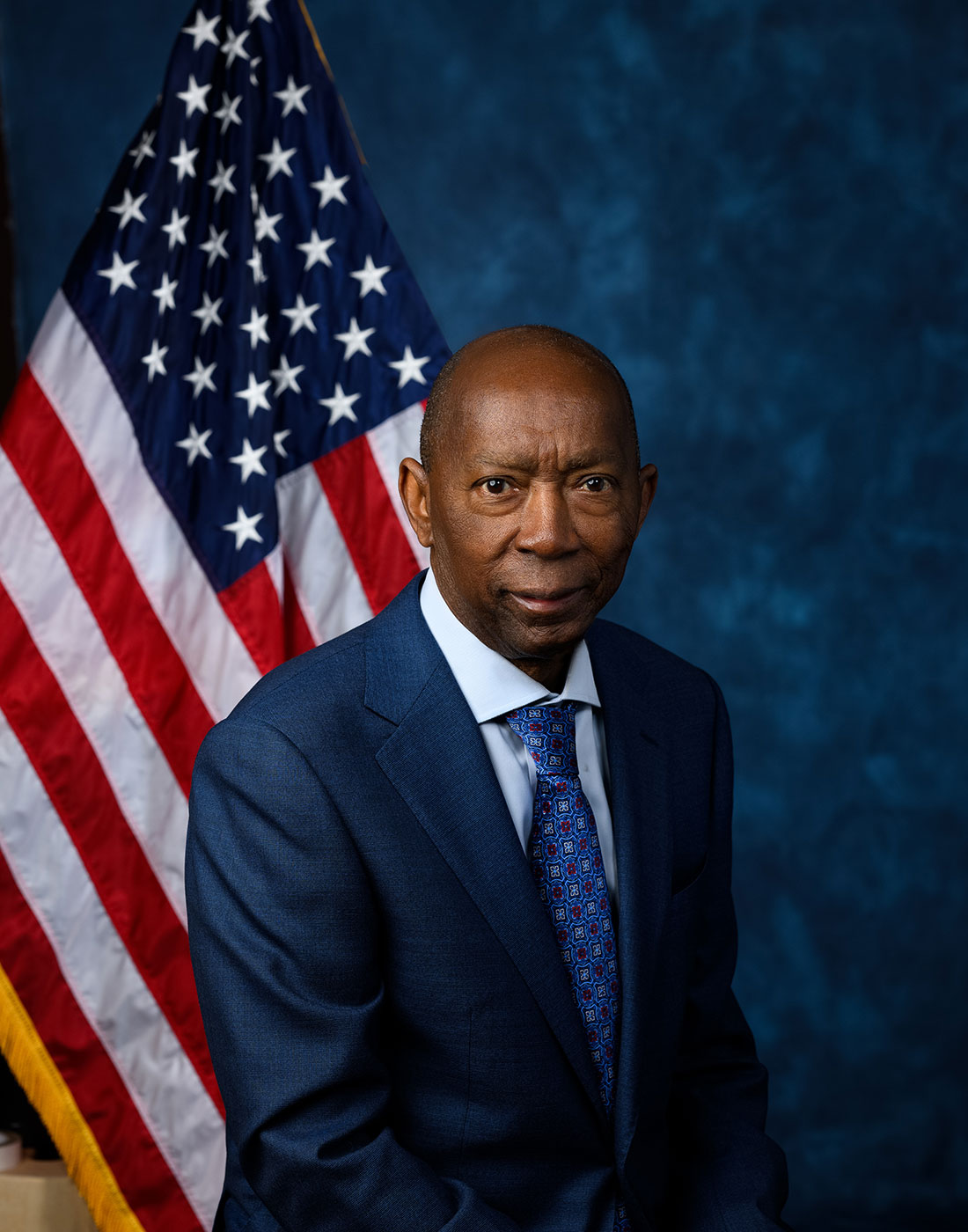
Sylvester Turner, zuletzt Vertreter des 18. Kongresswahlbezirks von Texas

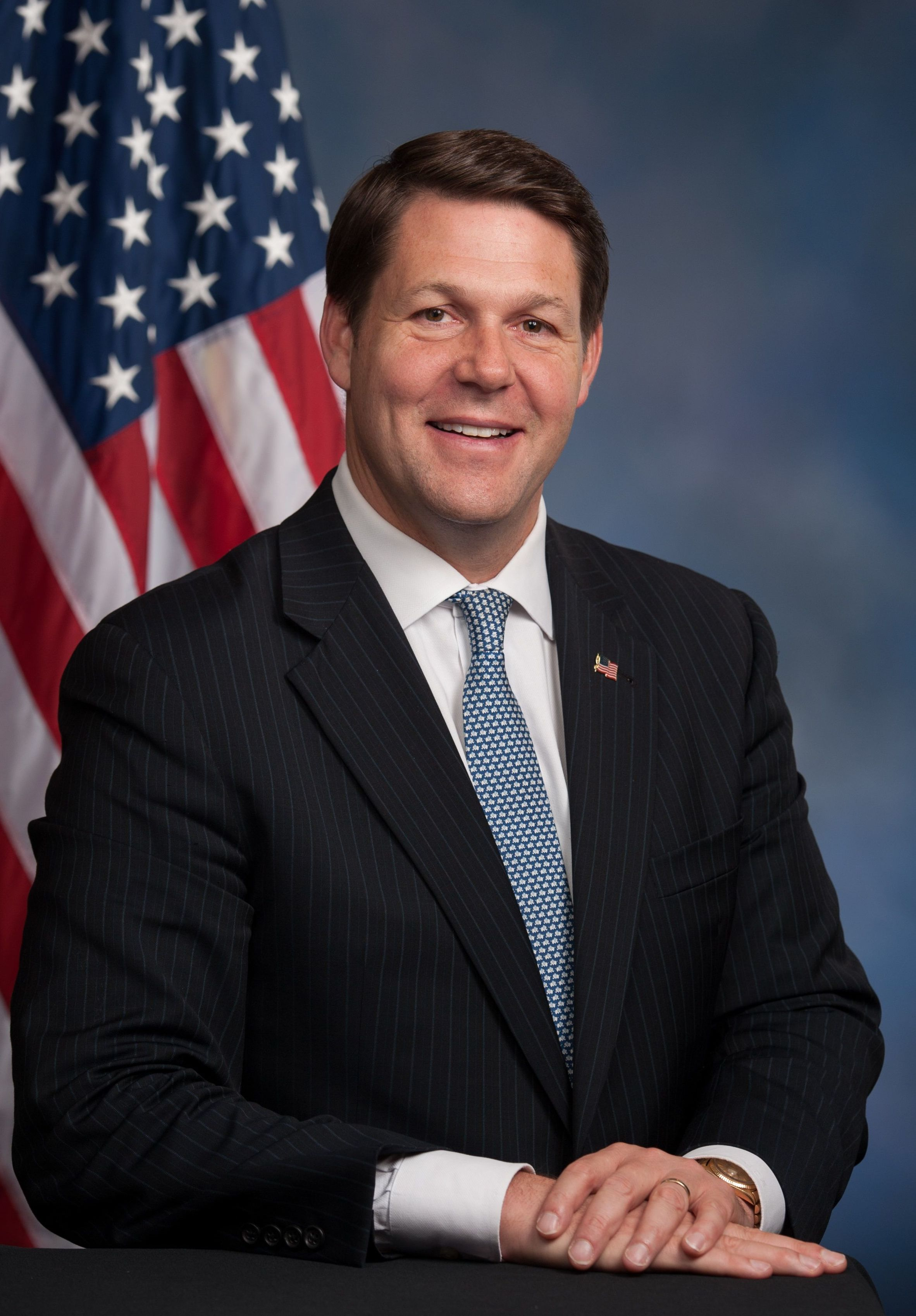
Jodey Arrington, derzeitiger Vertreter des 19. Kongresswahlbezirks von Texas

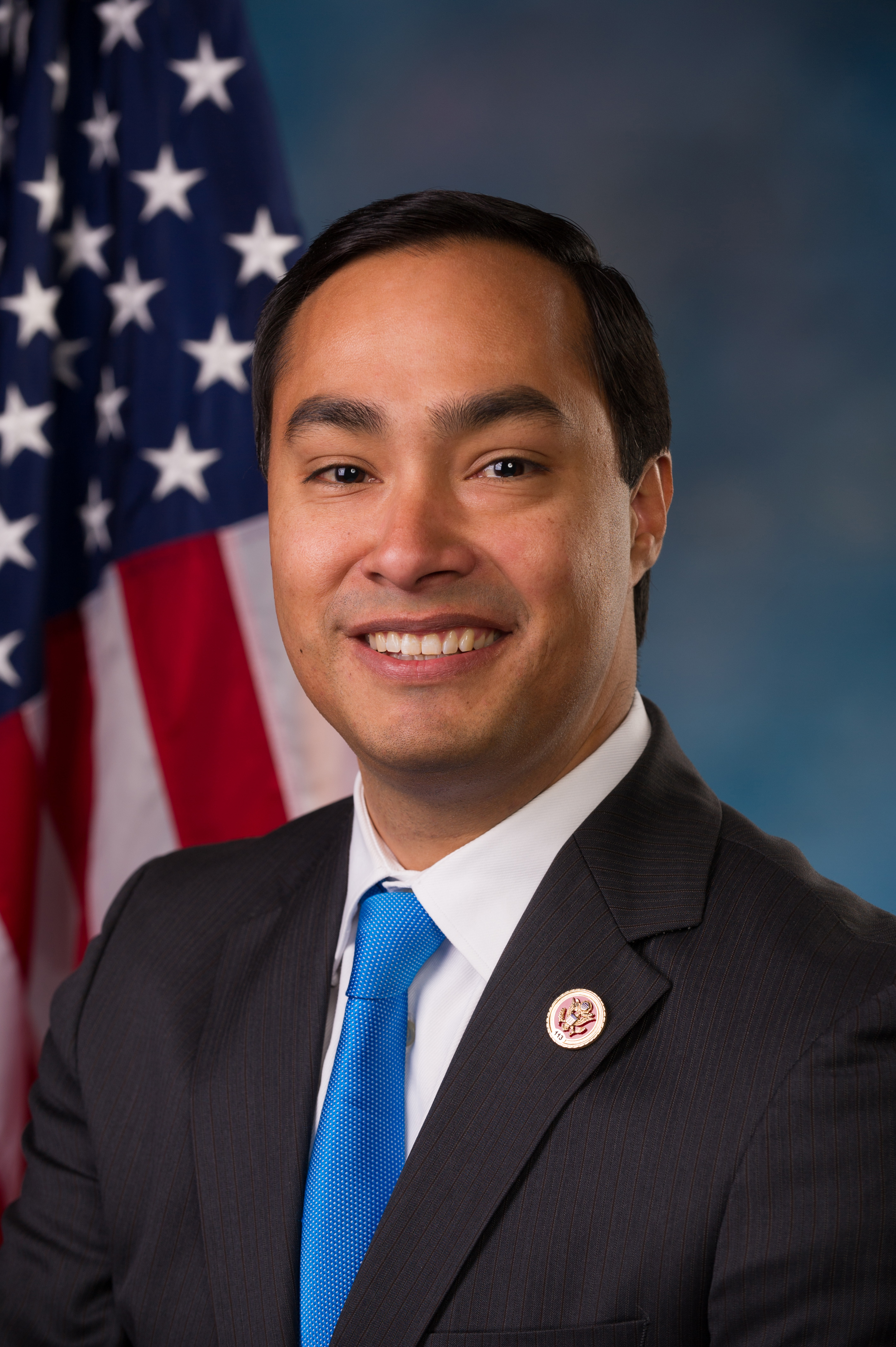
Joaquín Castro, derzeitiger Vertreter des 20. Kongresswahlbezirks von Texas

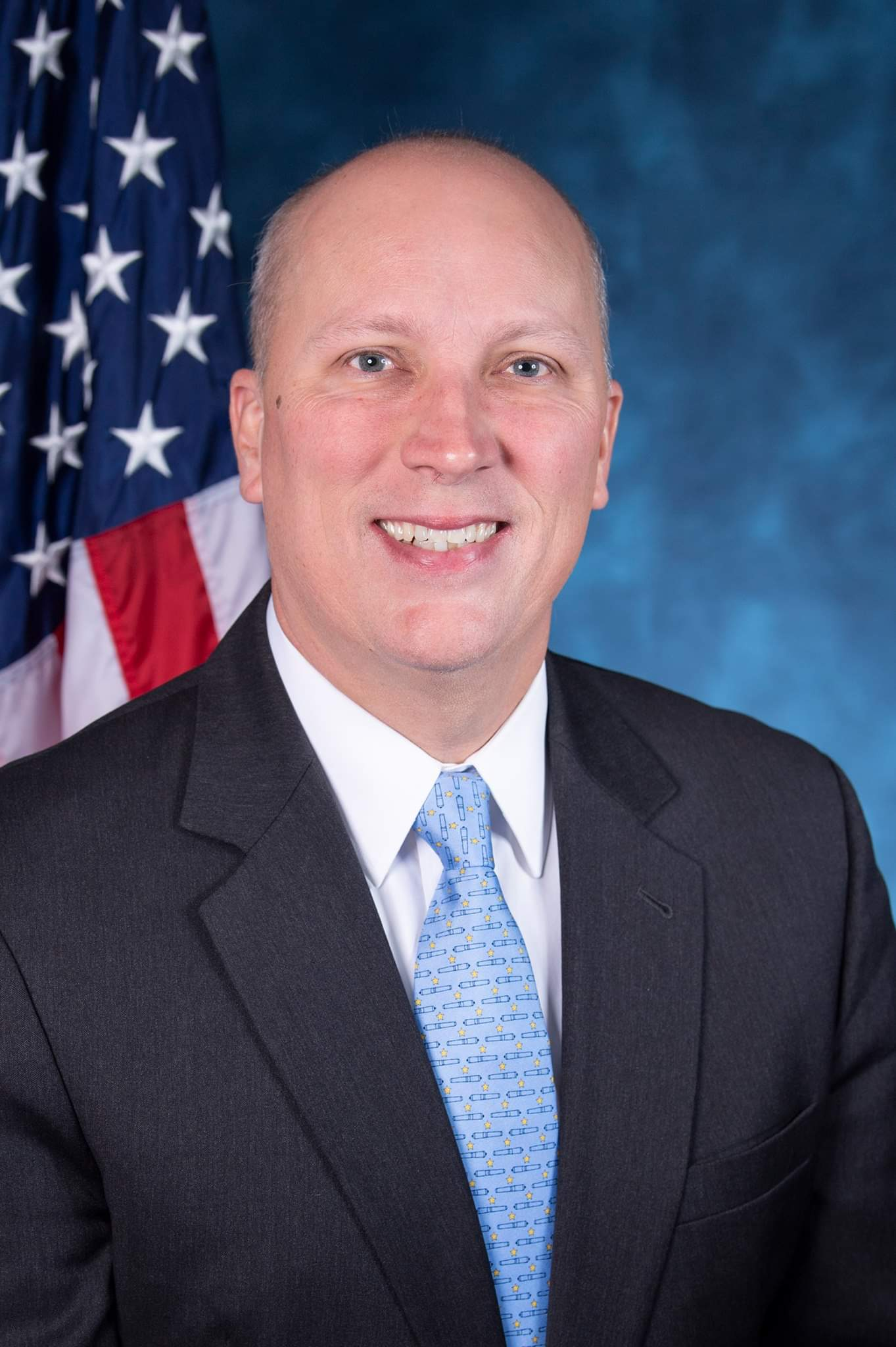
Chip Roy, derzeitiger Vertreter des 21. Kongresswahlbezirks von Texas

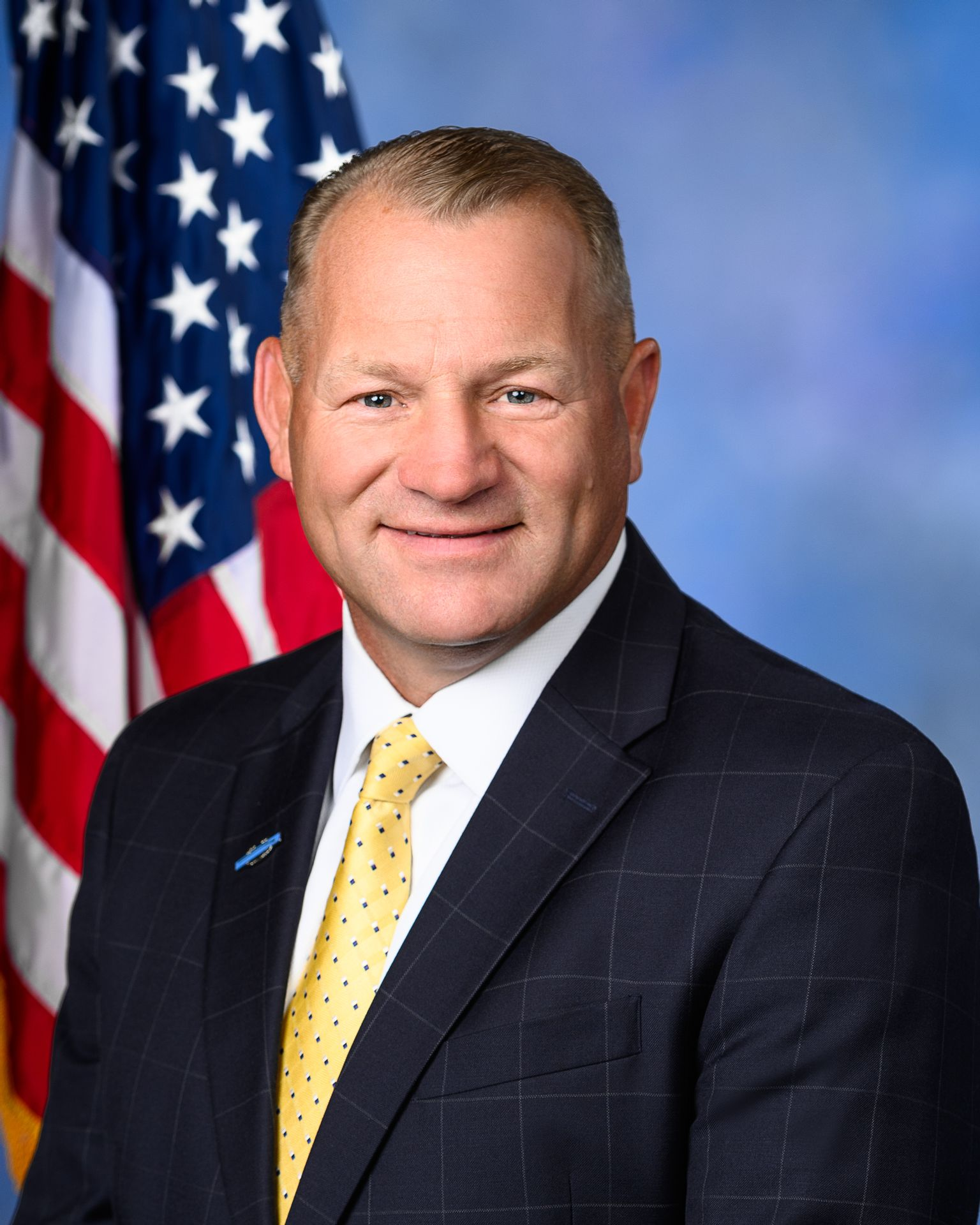
Troy Nehls, derzeitiger Vertreter des 22. Kongresswahlbezirks von Texas

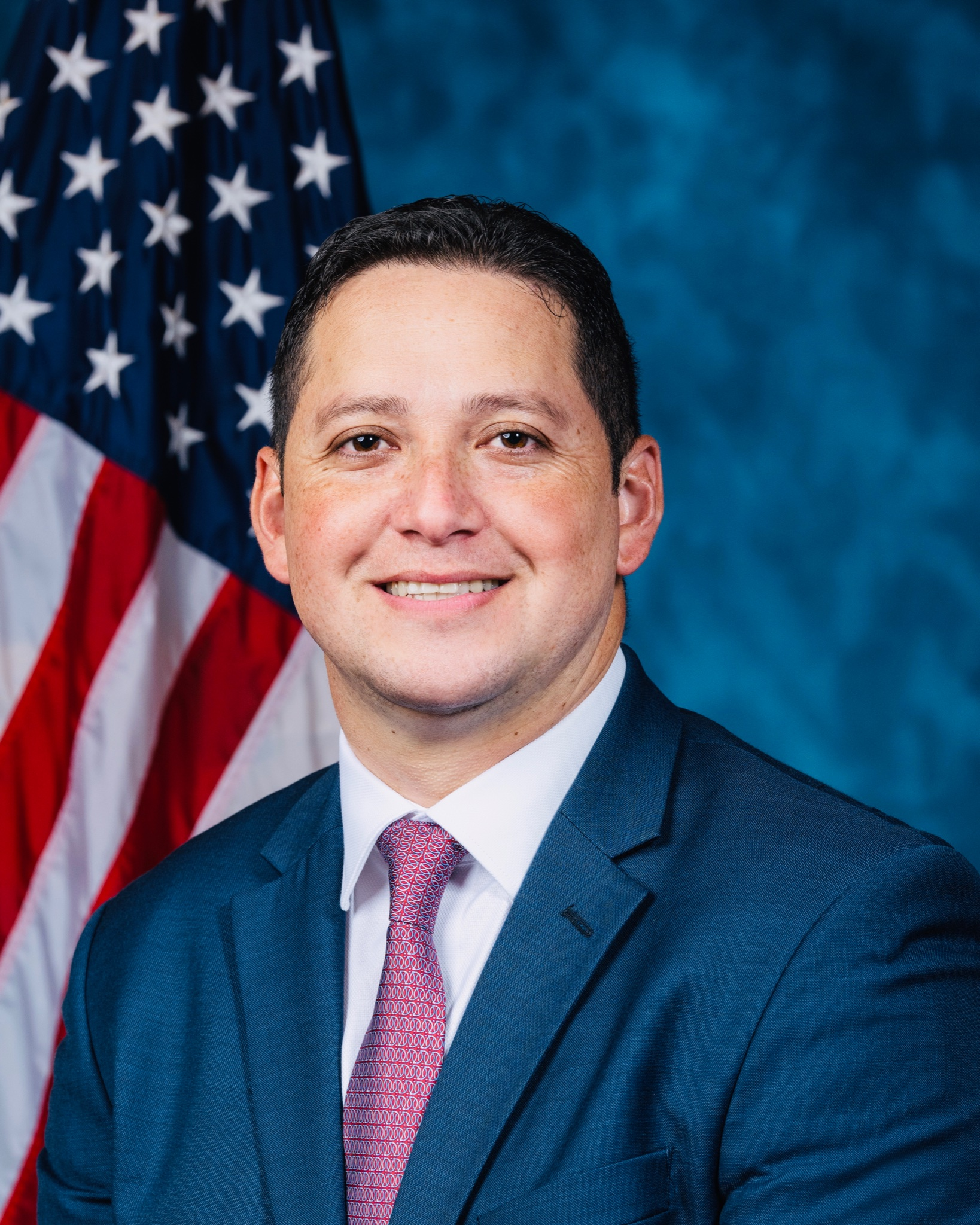
Tony Gonzales, derzeitiger Vertreter des 23. Kongresswahlbezirks von Texas

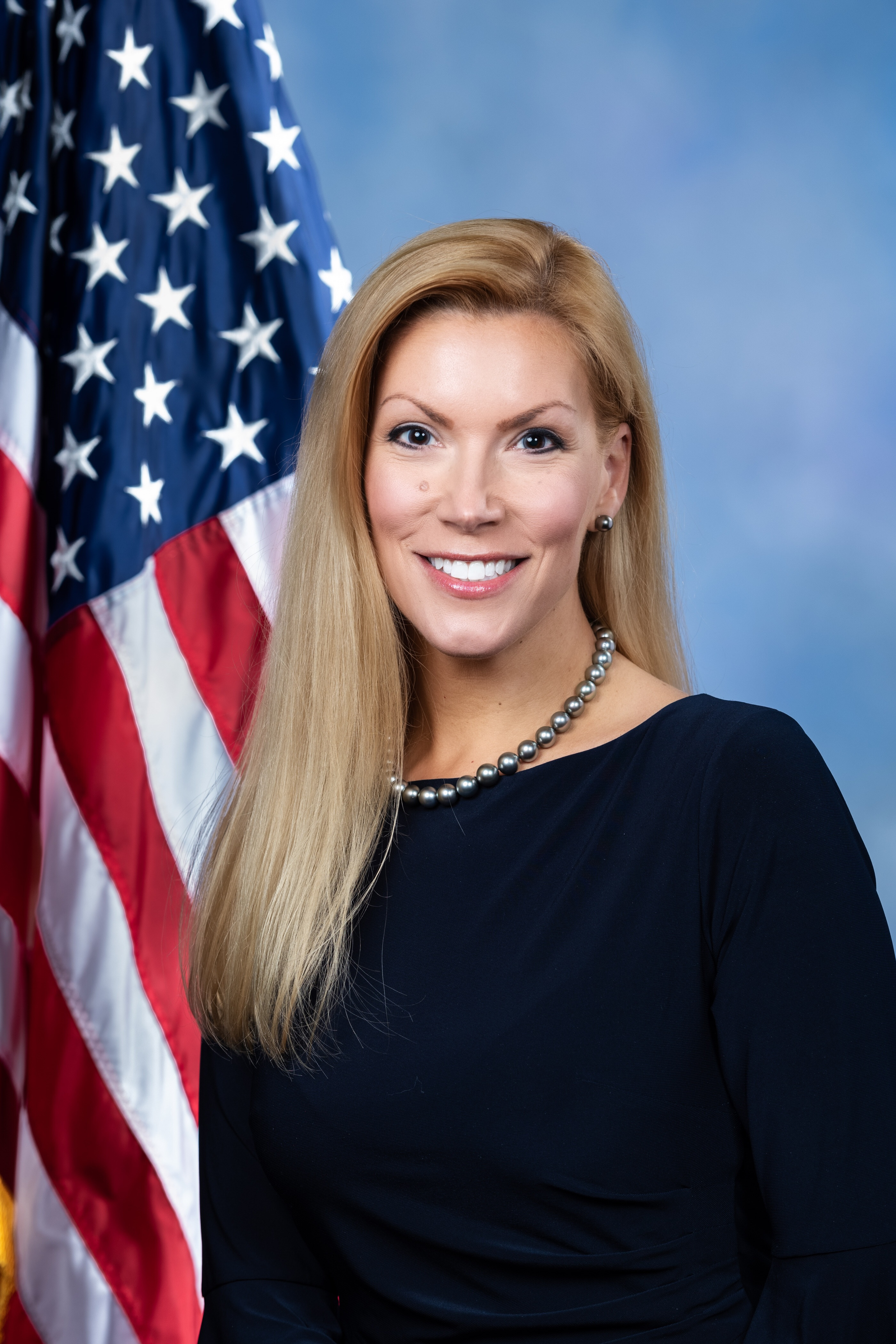
Beth Van Duyne, derzeitige Vertreterin des 24. Kongresswahlbezirks von Texas

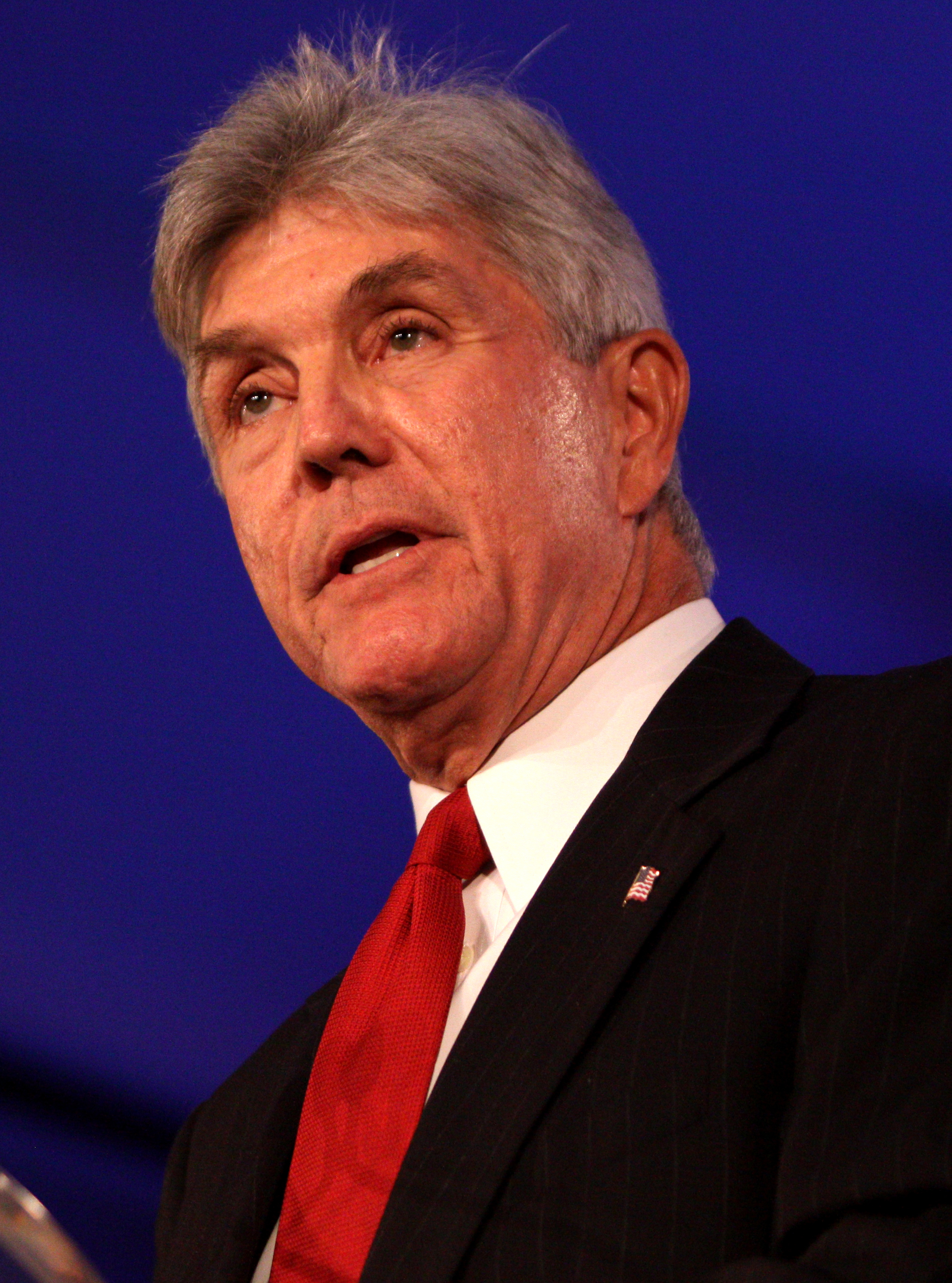
Roger Williams, derzeitiger Vertreter des 25. Kongresswahlbezirks von Texas

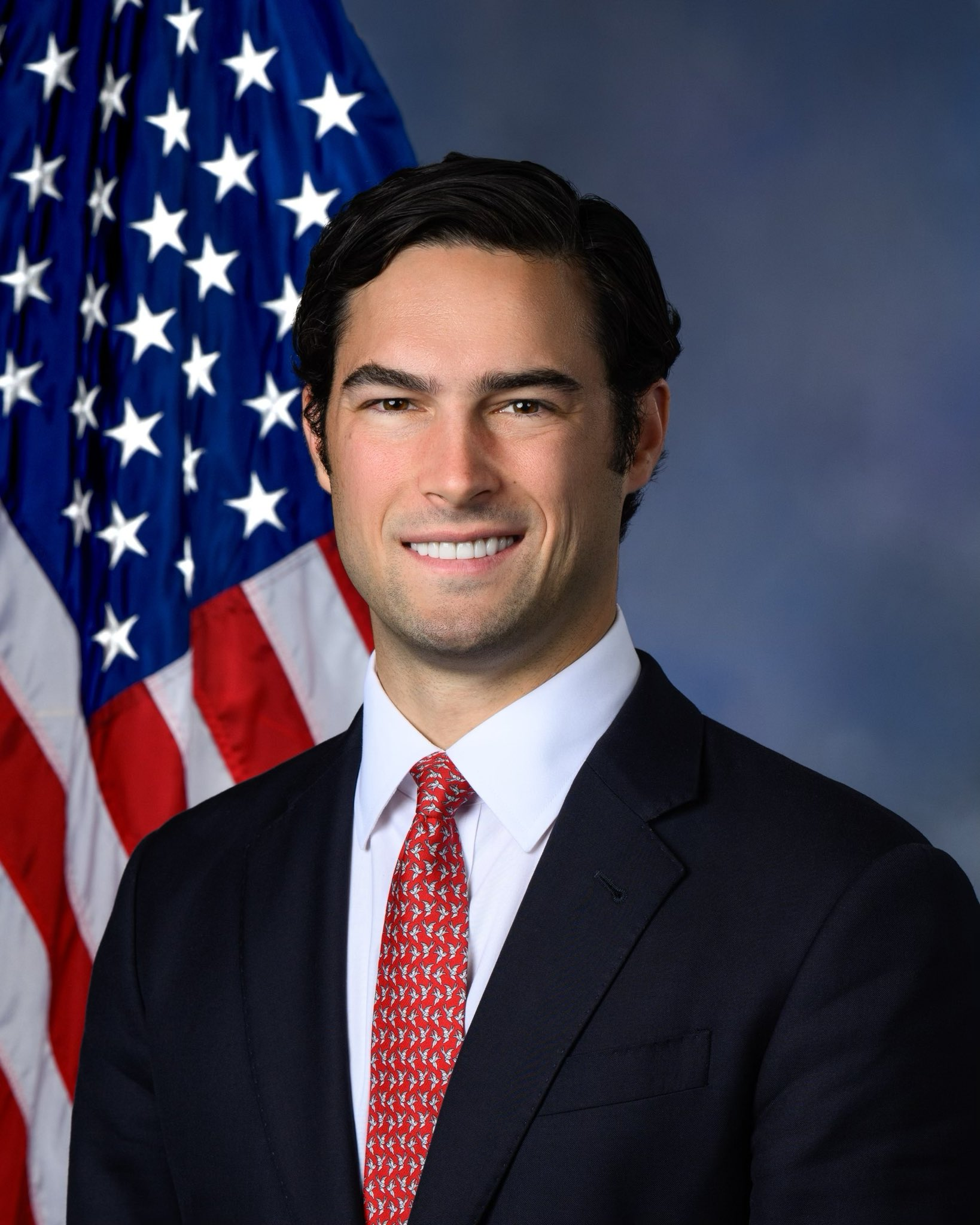
Brandon Gill, derzeitiger Vertreter des 26. Kongresswahlbezirks von Texas

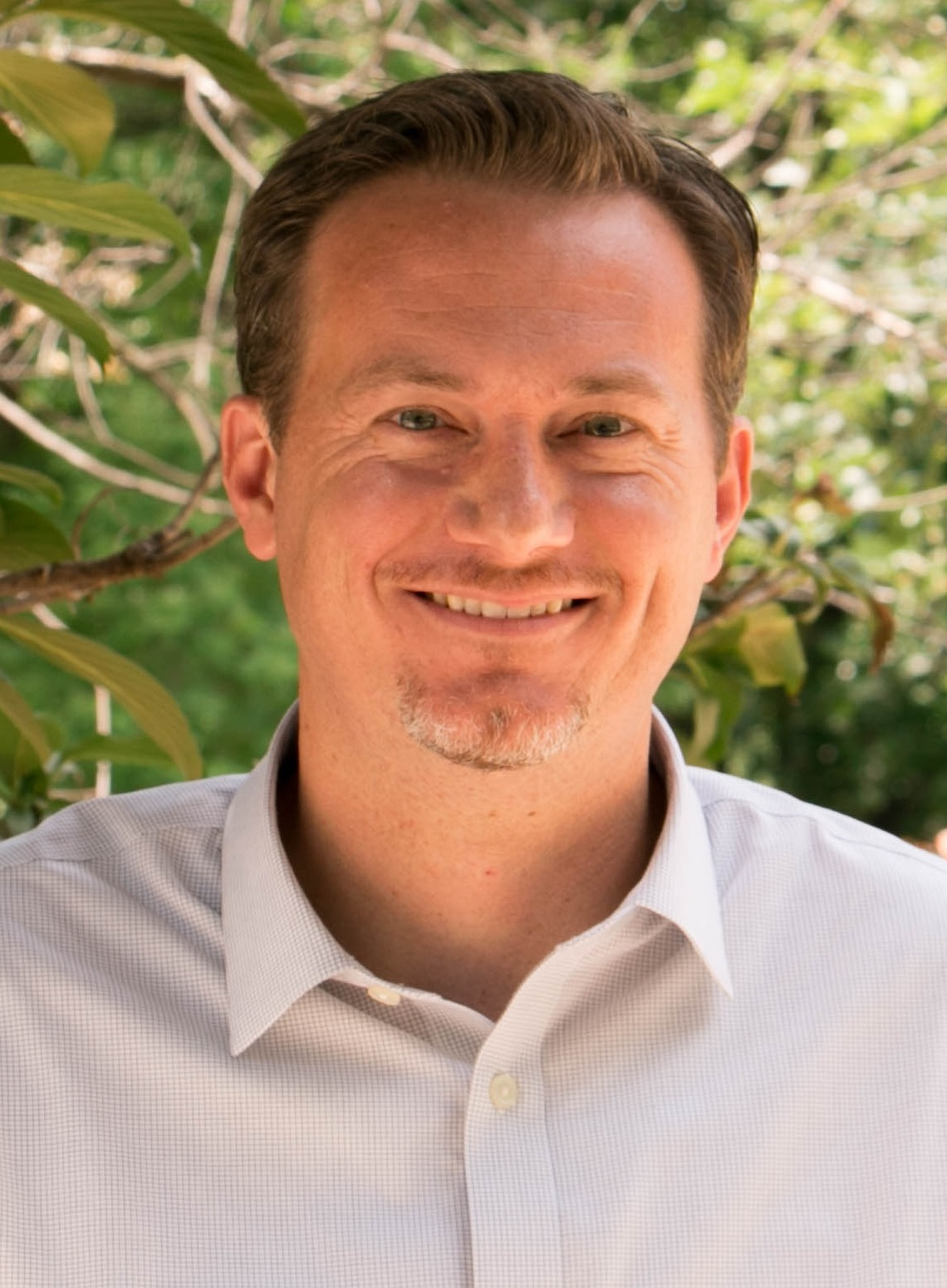
Michael Cloud, derzeitiger Vertreter des 27. Kongresswahlbezirks von Texas

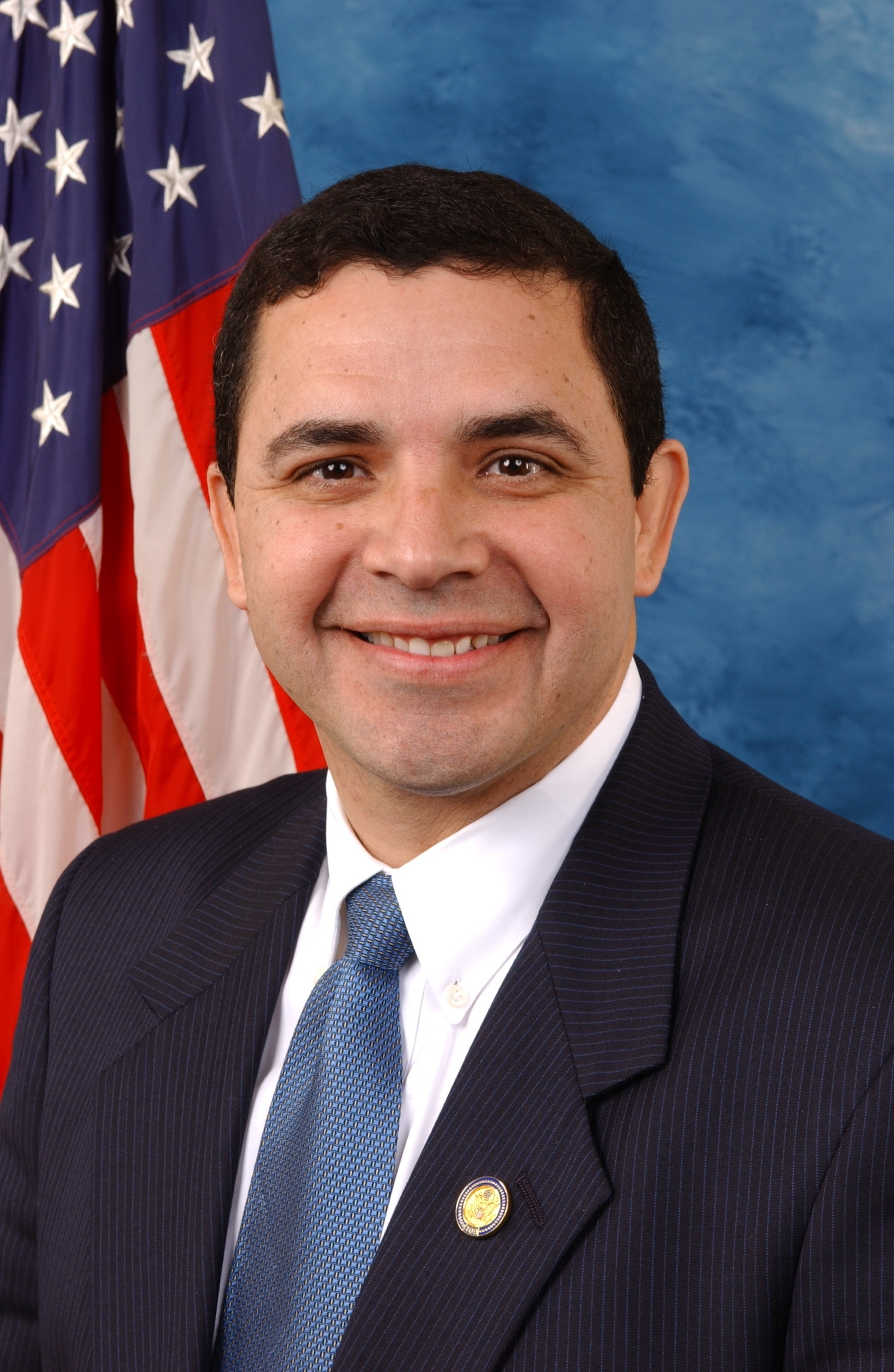
Henry Cuellar, derzeitiger Vertreter des 28. Kongresswahlbezirks von Texas

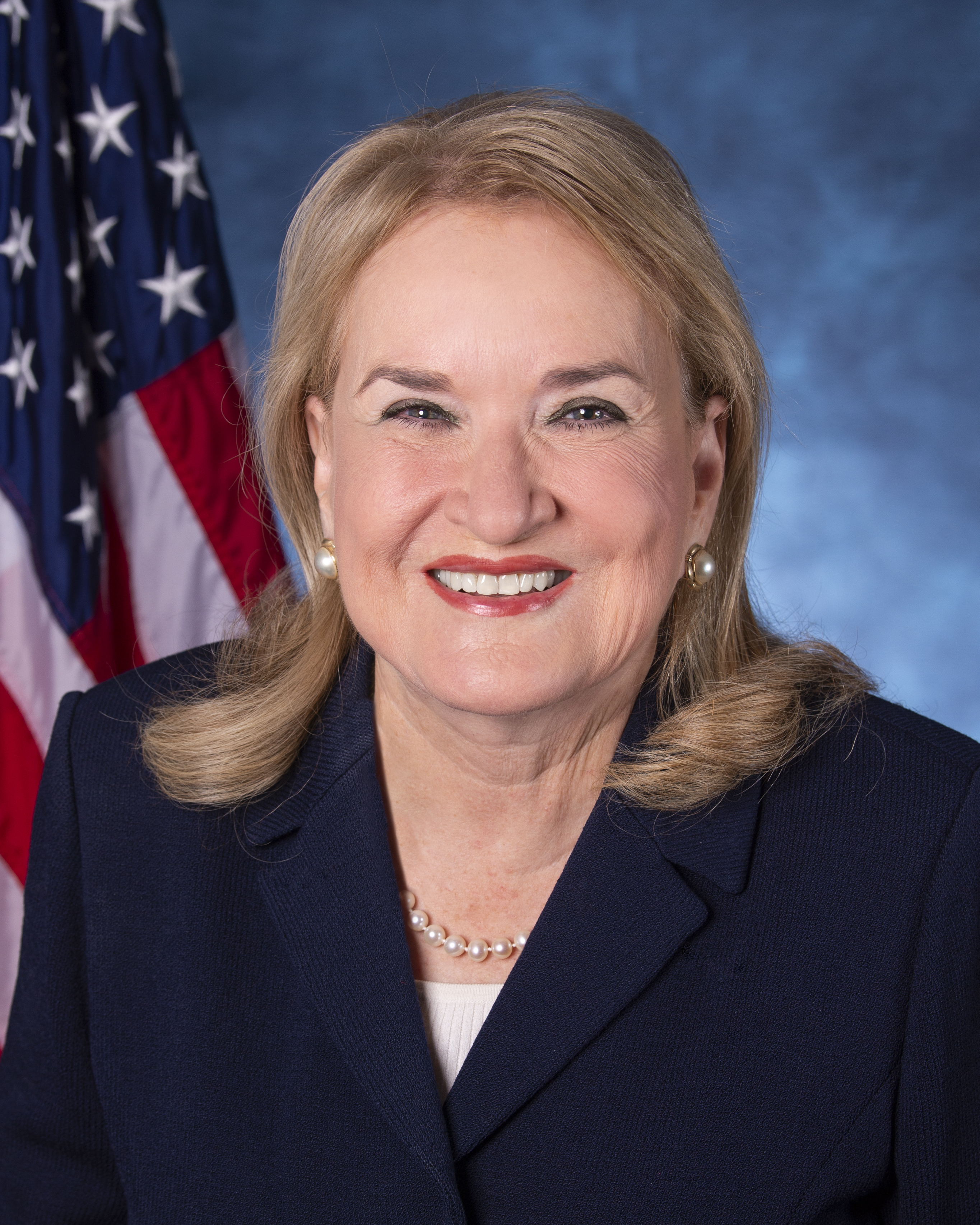
Sylvia Garcia, derzeitige Vertreterin des 29. Kongresswahlbezirks von Texas

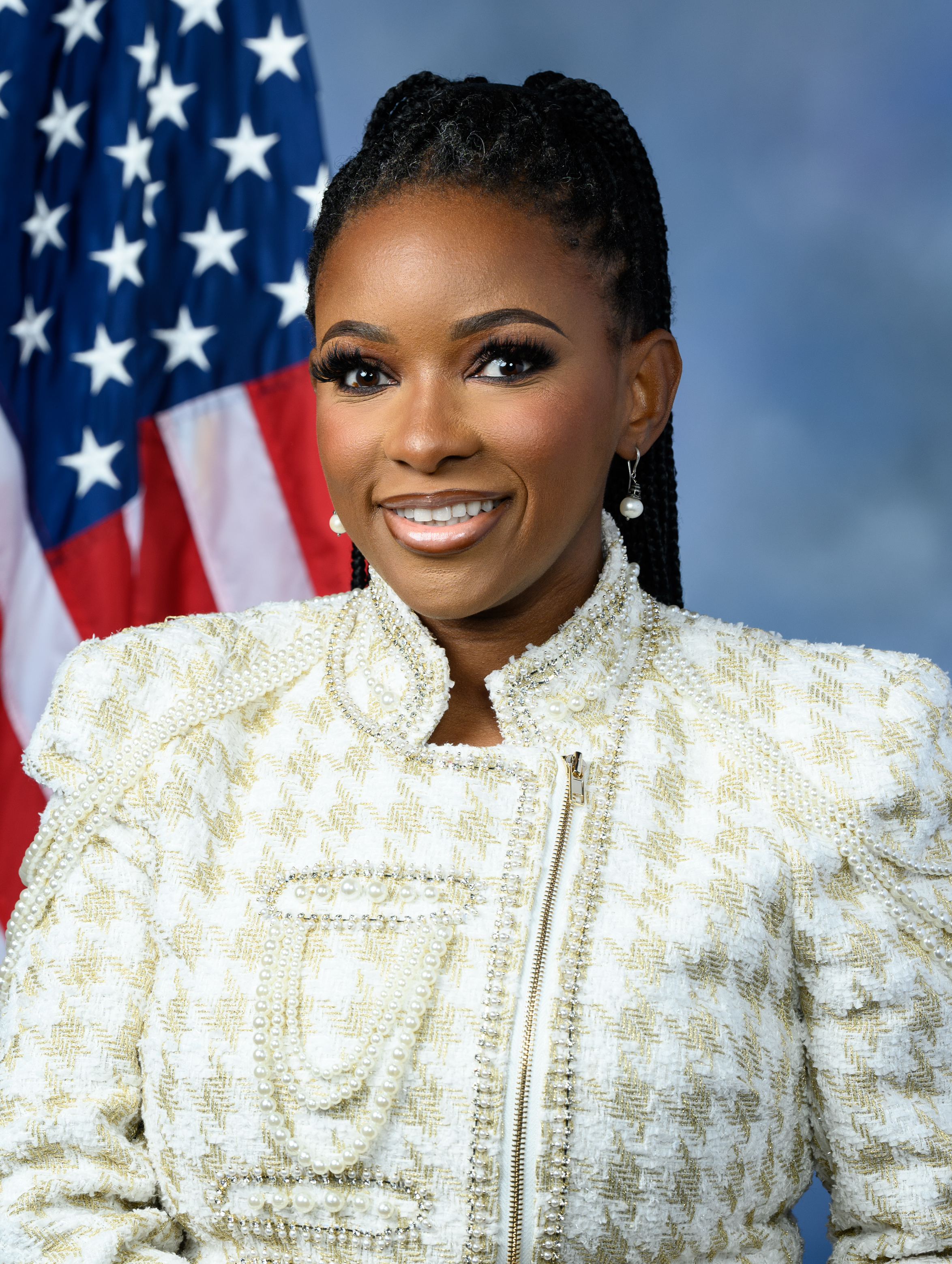
Jasmine Crockett, derzeitige Vertreterin des 30. Kongresswahlbezirks von Texas

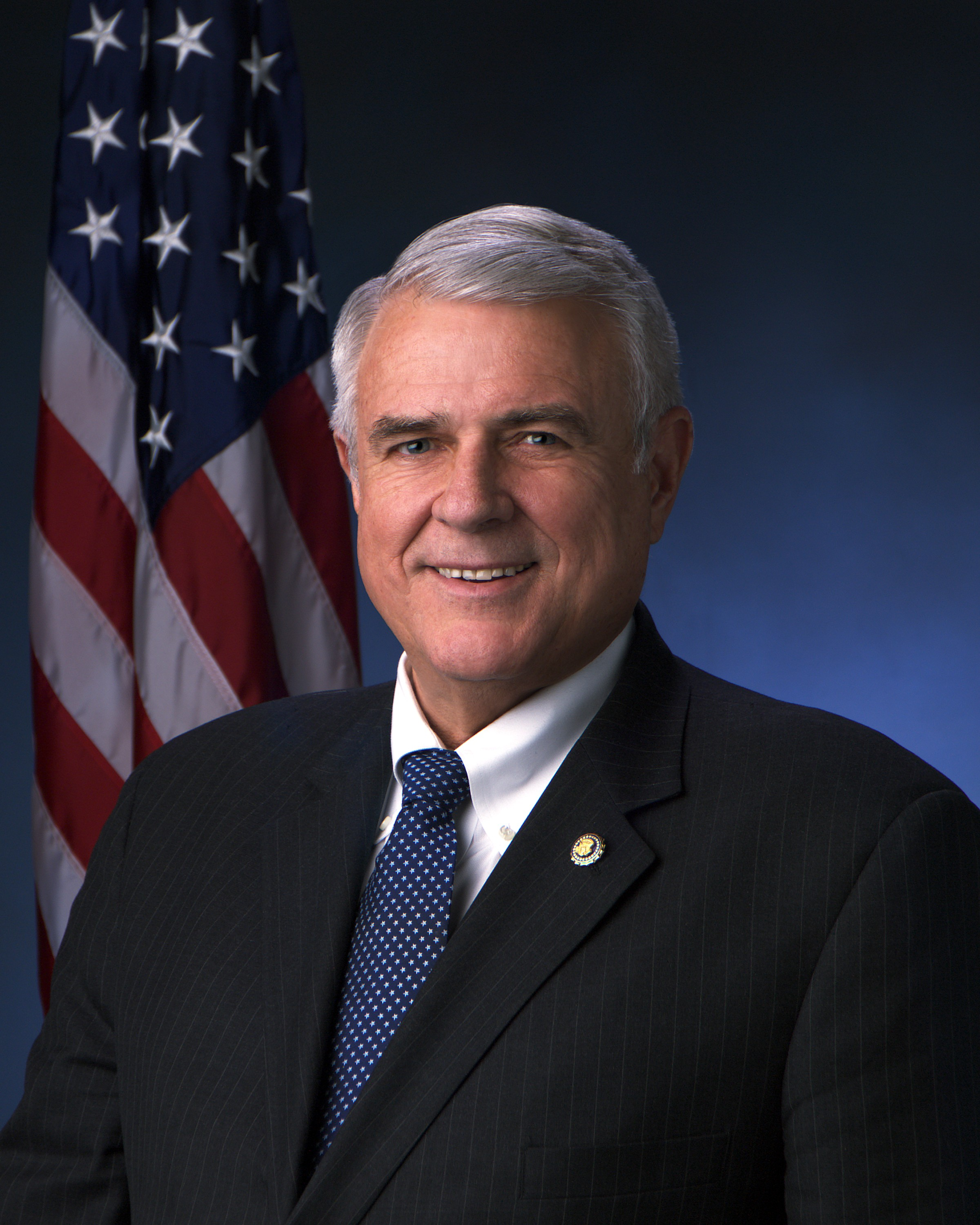
John Carter, derzeitiger Vertreter des 31. Kongresswahlbezirks von Texas

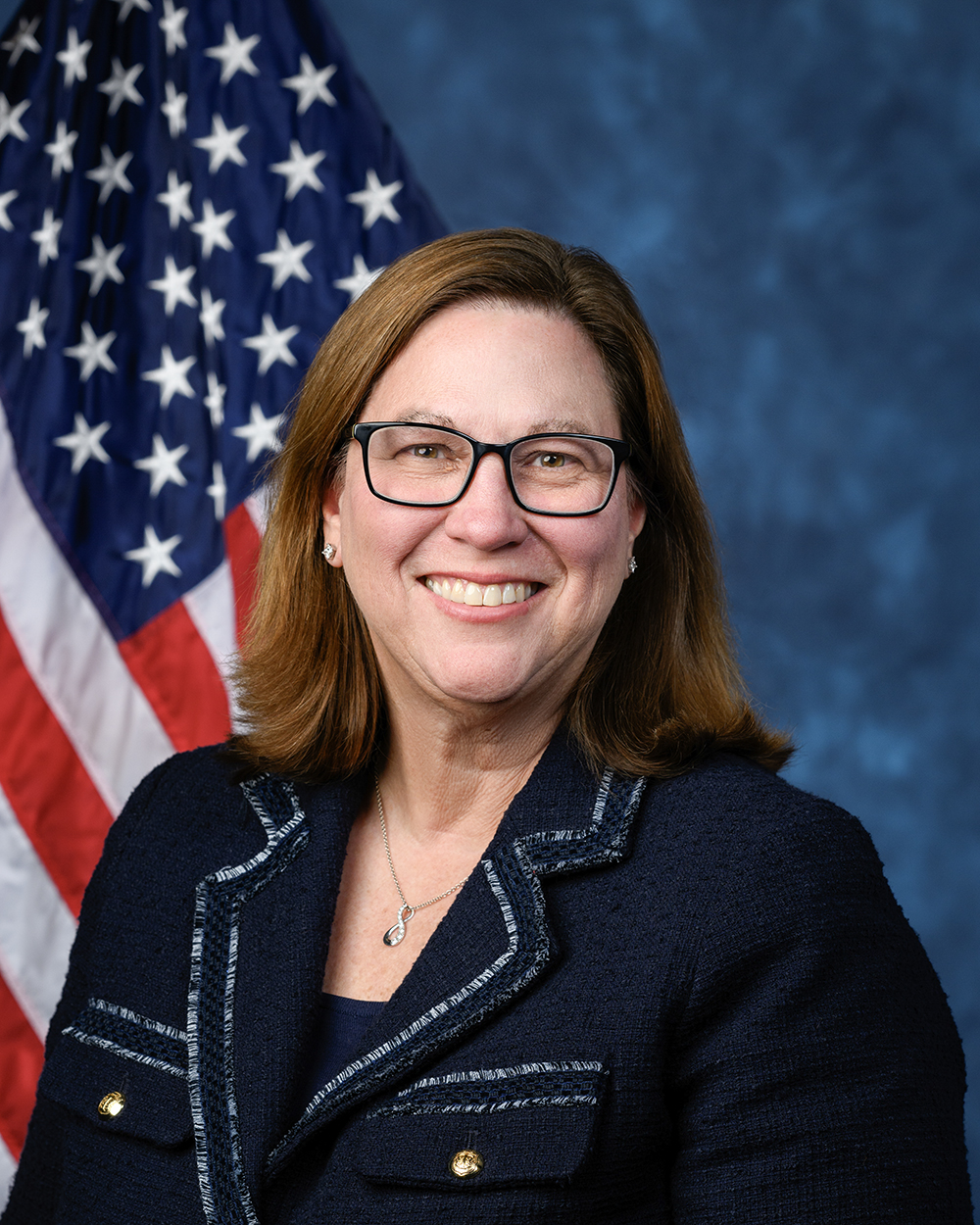
Julie Johnson, derzeitige Vertreterin des 32. Kongresswahlbezirks von Texas

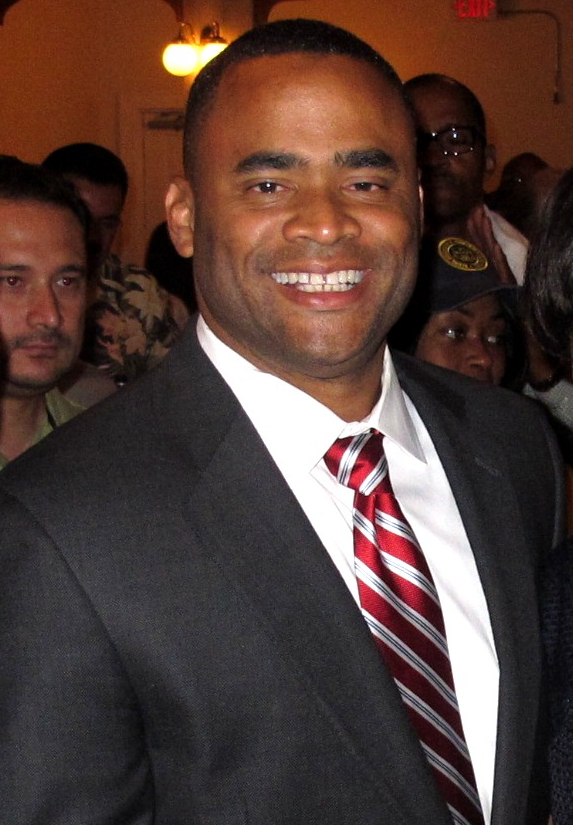
Marc Veasey, derzeitiger Vertreter des 33. Kongresswahlbezirks von Texas

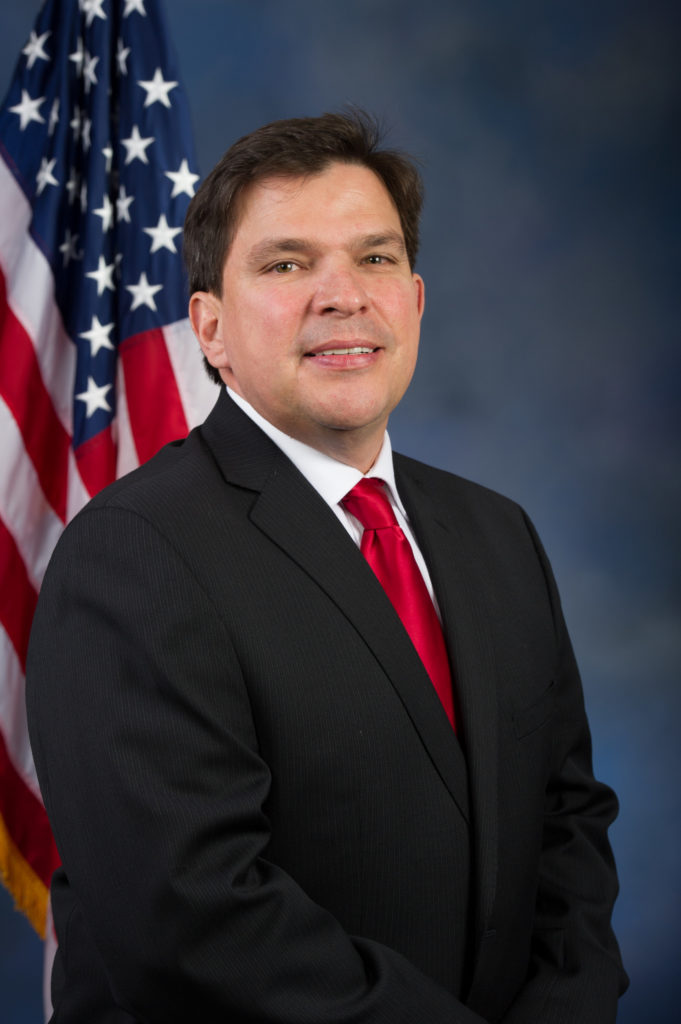
Vicente Gonzalez, derzeitiger Vertreter des 34. Kongresswahlbezirks von Texas

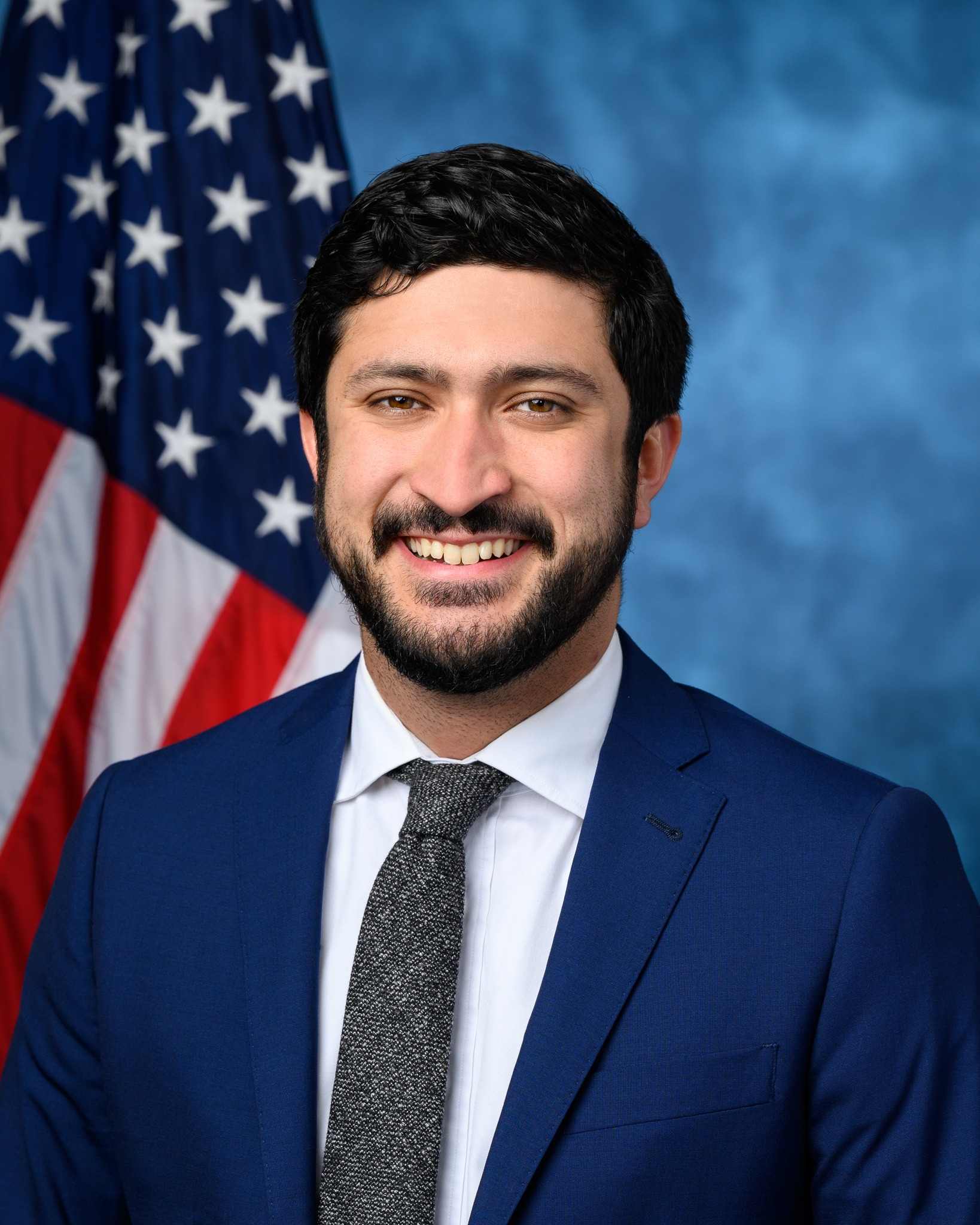
Greg Casar, derzeitiger Vertreter des 35. Kongresswahlbezirks von Texas

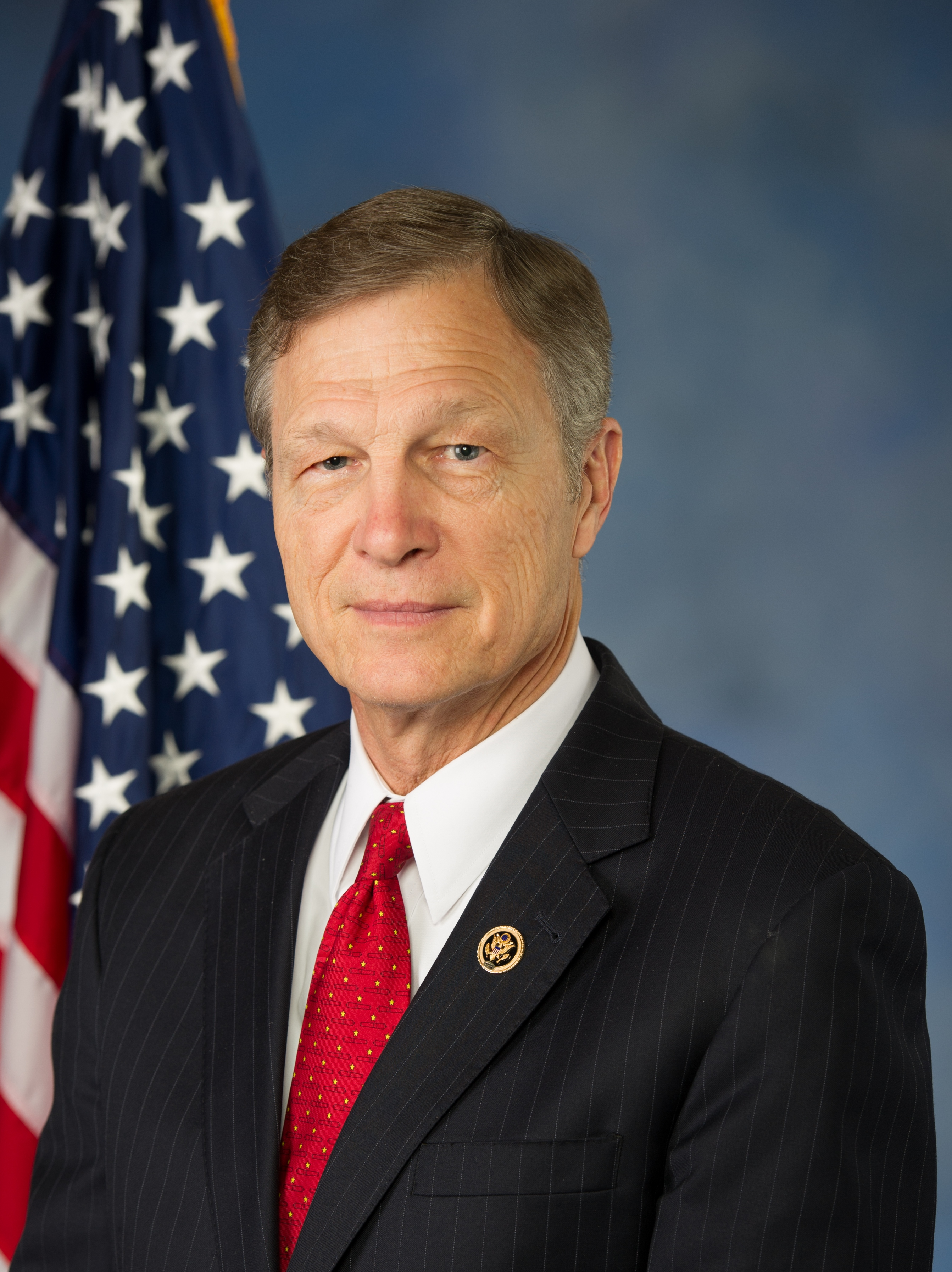
Brian Babin, derzeitiger Vertreter des 36. Kongresswahlbezirks von Texas

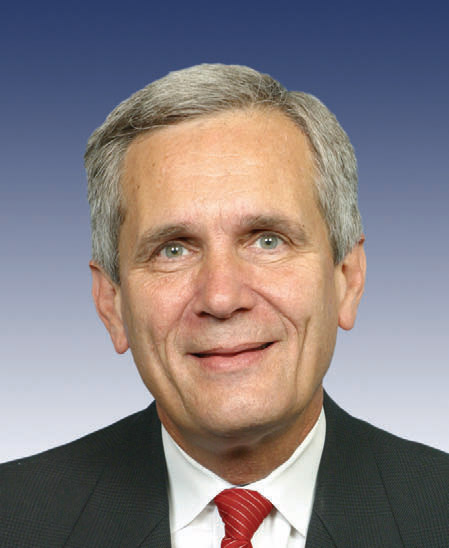
Lloyd Doggett, derzeitiger Vertreter des 37. Kongresswahlbezirks von Texas

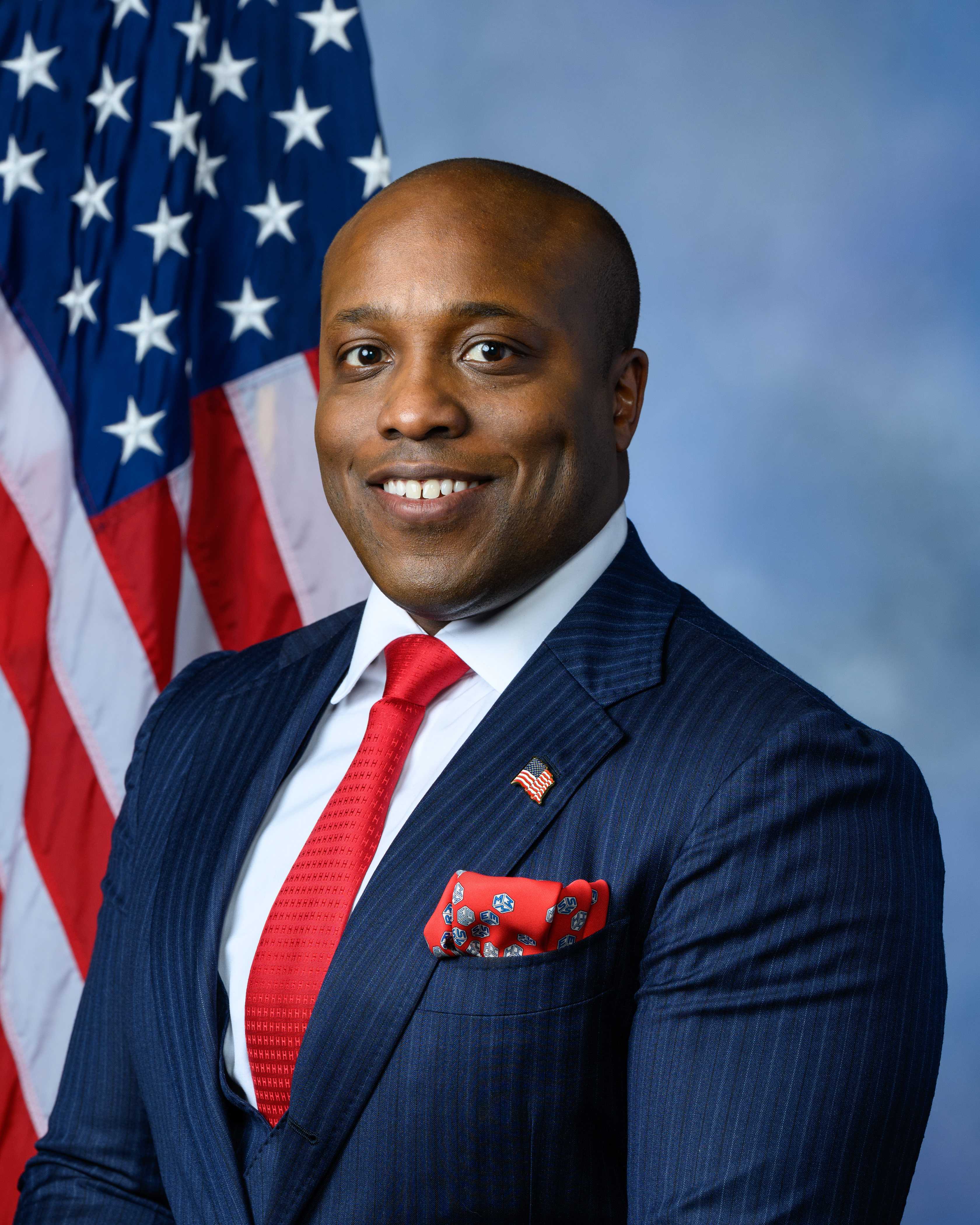
Wesley Hunt, derzeitiger Vertreter des 38. Kongresswahlbezirks von Texas

Der US-Bundesstaat Texas ist in 38 Wahldistrikte zum Repräsentantenhaus der Vereinigten Staaten aufgeteilt:

## 1. Distrikt
Der 1. Distrikt entsandte ab 1845 folgende Kongressabgeordnete:
| Name                       | Amtszeit  | Partei             | Lebensdaten                          |
| -------------------------- | --------- | ------------------ | ------------------------------------ |
| David Spangler Kaufman     | 1845–1851 | Demokrat           | 18. Dezember 1813 – 31. Januar 1851  |
| Richardson A. Scurry       | 1851–1853 | Demokrat           | 11. November 1811 – 9. April 1862    |
| George Washington Smyth    | 1853–1855 | Demokrat           | 16. Mai 1803 – 21. Februar 1866      |
| Lemuel Dale Evans          | 1855–1857 | Know-Nothing Party | 8. Januar 1810 – 1. Juli 1877        |
| John Henninger Reagan      | 1857–1861 | Demokrat           | 8. Oktober 1818 – 6. März 1905       |
| vakant, Bürgerkrieg        |           |                    |                                      |
| George Washington Whitmore | 1869–1871 | Republikaner       | 26. August 1824 – 14. Oktober 1876   |
| William Smith Herndon      | 1871–1875 | Demokrat           | 27. November 1835 – 11. Oktober 1903 |
| John Henninger Reagan      | 1875–1883 | Demokrat           | 8. Oktober 1818 – 6. März 1905       |
| Charles Stewart            | 1883–1893 | Demokrat           | 30. Mai 1836 – 21. September 1895    |
| Joseph Chappell Hutcheson  | 1893–1897 | Demokrat           | 18. Mai 1842 – 25. Mai 1924          |
| Thomas Henry Ball          | 1897–1903 | Demokrat           | 14. Januar 1859 – 7. Mai 1944        |
| John Morris Sheppard       | 1903–1913 | Demokrat           | 28. Mai 1875 – 9. April 1941         |
| Horace Worth Vaughan       | 1913–1915 | Demokrat           | 2. Dezember 1867 – 10. November 1922 |
| Eugene Black               | 1915–1929 | Demokrat           | 2. Juli 1879 – 22. Mai 1975          |
| John William Wright Patman | 1929–1976 | Demokrat           | 6. August 1893 – 7. März 1976        |
| Sam Blakeley Hall          | 1976–1985 | Demokrat           | 11. Januar 1924 – 10. April 1994     |
| James Louis Chapman        | 1985–1997 | Demokrat           | * 8. März 1945                       |
| Max A. Sandlin             | 1997–2005 | Demokrat           | * 29. September 1952                 |
| Louis Buller Gohmert       | 2005–2023 | Republikaner       | * 18. August 1953                    |
| Nathaniel Moran            | seit 2023 | Republikaner       | * 23. September 1974                 |

## 2. Distrikt
Der 2. Distrikt wurde ebenso wie der 1. Distrikt 1845 gegründet. Bis dato vertraten ihn folgende Kongressabgeordnete.
| Name                     | Amtszeit  | Partei       | Lebensdaten                          |
| ------------------------ | --------- | ------------ | ------------------------------------ |
| Timothy Pilsbury         | 1845–1849 | Demokrat     | 12. April 1789 – 23. November 1858   |
| Volney Erskine Howard    | 1849–1853 | Demokrat     | 22. Oktober 1809 – 14. Mai 1889      |
| Peter Hansborough Bell   | 1853–1857 | Demokrat     | 12. Mai 1812 – 8. März 1898          |
| Guy Morrison Bryan       | 1857–1859 | Demokrat     | 12. Januar 1821 – 4. Juni 1901       |
| Andrew Jackson Hamilton  | 1859–1861 | Demokrat     | 28. Januar 1815 – 11. April 1875     |
| vakant, Bürgerkrieg      |           |              |                                      |
| John Coggswell Conner    | 1869–1873 | Demokrat     | 14. Oktober 1842 – 10. Dezember 1873 |
| William Pinkney McLean   | 1873–1875 | Demokrat     | 9. August 1836 – 13. März 1925       |
| David Browning Culberson | 1875–1883 | Demokrat     | 29. September 1830 – 7. Mai 1900     |
| John Henninger Reagan    | 1883–1887 | Demokrat     | 8. Oktober 1818 – 6. März 1905       |
| William Harrison Martin  | 1887–1891 | Demokrat     | 23. Mai 1823 – 3. Februar 1898       |
| John Benjamin Long       | 1891–1893 | Demokrat     | 8. September 1843 – 27. April 1924   |
| Samuel Bronson Cooper    | 1893–1905 | Demokrat     | 30. Mai 1850 – 21. August 1918       |
| Moses Lycurgus Broocks   | 1905–1907 | Demokrat     | 1. November 1864 – 27. Mai 1908      |
| Samuel Bronson Cooper    | 1907–1909 | Demokrat     | 30. Mai 1850 – 21. August 1918       |
| Martin Dies              | 1909–1919 | Demokrat     | 13. März 1870 – 13. Juli 1922        |
| John Calvin Box          | 1919–1931 | Demokrat     | 28. März 1871 – 17. Mai 1941         |
| Martin Dies Jr.          | 1931–1945 | Demokrat     | 5. November 1900 – 14. November 1972 |
| Jesse Martin Combs       | 1945–1953 | Demokrat     | 7. Juli 1889 – 21. August 1953       |
| Jack Bascom Brooks       | 1953–1967 | Demokrat     | 18. Dezember 1922 – 4. Dezember 2012 |
| John Vernard Dowdy       | 1967–1973 | Demokrat     | 11. Februar 1912 – 12. April 1995    |
| Charlie Wilson           | 1973–1997 | Demokrat     | 1. Juni 1933 – 10. Februar 2010      |
| James Turner             | 1997–2005 | Demokrat     | * 6. Februar 1946                    |
| Lloyd Poe                | 2005–2019 | Republikaner | * 10. September 1948                 |
| Daniel Reed Crenshaw     | seit 2019 | Republikaner | * 14. März 1984                      |

## 3. Distrikt
Der 3. Distrikt wurde nach dem Bürgerkrieg, 1869, gegründet. Ab dem Jahr 1870 vertraten ihn bis dato folgende Kongressabgeordnete.
| Name                         | Amtszeit  | Partei       | Lebensdaten                            |
| ---------------------------- | --------- | ------------ | -------------------------------------- |
| William Thomas Clark         | 1870–1872 | Republikaner | 29. Juni 1831 – 12. Oktober 1905       |
| De Witt Clinton Giddings     | 1872–1875 | Demokrat     | 18. Juli 1827 – 19. August 1903        |
| James Webb Throckmorton      | 1875–1879 | Demokrat     | 1. Februar 1825 – 21. April 1894       |
| Olin Wellborn                | 1879–1883 | Demokrat     | 18. Juni 1843 – 6. Dezember 1921       |
| James Henry Jones            | 1883–1887 | Demokrat     | 13. September 1830 – 22. März 1904     |
| Constantine Buckley Kilgore  | 1887–1895 | Demokrat     | 20. Februar 1835 – 23. September 1897  |
| Charles Henderson Yoakum     | 1895–1897 | Demokrat     | 10. Juli 1849 – 1. Januar 1909         |
| Reese Calhoun De Graffenreid | 1897–1902 | Demokrat     | 7. Mai 1859 – 29. August 1902          |
| Gordon James Russell         | 1902–1910 | Demokrat     | 22. Dezember 1859 – 14. September 1919 |
| Robert Maclin Lively         | 1910–1911 | Demokrat     | 6. Januar 1855 – 15. Januar 1929       |
| James Young                  | 1911–1921 | Demokrat     | 18. Juli 1866 – 29. April 1942         |
| Morgan Gurley Sanders        | 1921–1939 | Demokrat     | 14. Juli 1878 – 7. Januar 1956         |
| Lindley Garrison Beckworth   | 1939–1953 | Demokrat     | 30. Juni 1913 – 9. März 1984           |
| Brady Preston Gentry         | 1953–1957 | Demokrat     | 25. März 1896 – 9. November 1966       |
| Lindley Garrison Beckworth   | 1957–1967 | Demokrat     | 30. Juni 1913 – 9. März 1984           |
| Joe Richard Pool             | 1967–1968 | Demokrat     | 18. Februar 1911 – 14. Juli 1968       |
| James Mitchell Collins       | 1968–1983 | Republikaner | 29. April 1916 – 21. Juli 1989         |
| Harry Steven Bartlett        | 1983–1991 | Republikaner | * 19. September 1947                   |
| Samuel Robert Johnson        | 1991–2019 | Republikaner | 11. Oktober 1930 – 27. Mai 2020        |
| Nicholas Van Campen Taylor   | 2019–2023 | Republikaner | * 1. August 1972                       |
| Keith Self                   | seit 2023 | Republikaner | * 20. März 1953                        |

## 4. Distrikt
Der 4. Distrikt wurde nach dem Bürgerkrieg, 1869, gegründet. Ab dem Jahr 1869 vertraten ihn bis dato folgende Kongressabgeordnete.
| Name                      | Amtszeit  | Partei                        | Lebensdaten                           |
| ------------------------- | --------- | ----------------------------- | ------------------------------------- |
| Edward Degener            | 1869–1871 | Republikaner                  | 20. Oktober 1809 – 11. September 1890 |
| John Hancock              | 1871–1875 | Demokrat                      | 24. Oktober 1824 – 19. Juli 1893      |
| Roger Quarles Mills       | 1875–1883 | Demokrat                      | 30. März 1832 – 2. September 1911     |
| David Browning Culberson  | 1883–1897 | Demokrat                      | 29. September 1830 – 7. Mai 1900      |
| John Walter Cranford      | 1897–1899 | Demokrat                      | 1862 – 3. März 1899                   |
| John Levi Sheppard        | 1899–1901 | Demokrat                      | 13. April 1852 – 11. Oktober 1902     |
| John Morris Sheppard      | 1901–1903 | Demokrat                      | 28. Mai 1875 – 9. April 1941          |
| Choice Boswell Randell    | 1903–1913 | Demokrat                      | 1. Januar 1857 – 19. Oktober 1945     |
| Samuel Taliaferro Rayburn | 1913–1961 | Demokrat                      | 6. Januar 1882 – 16. November 1961    |
| Herbert Ray Roberts       | 1961–1981 | Demokrat                      | 28. März 1913 – 13. April 1992        |
| Ralph Moody Hall          | 1981–2015 | Demokrat ab 2005 Republikaner | 3. Mai 1923 – 7. März 2019            |
| John Ratcliffe            | 2015–2020 | Republikaner                  | * 20. Oktober 1965                    |
| Patrick Edward Fallon     | seit 2021 | Republikaner                  | * 19. Dezember 1967                   |

## 5. Distrikt
Der 5. Distrikt wurde nach dem Zensus von 1870 gegründet. Ab 1873 vertraten ihn bis dato folgende Kongressabgeordnete.
| Name                     | Amtszeit  | Partei          | Lebensdaten                           |
| ------------------------ | --------- | --------------- | ------------------------------------- |
| Roger Quarles Mills      | 1873–1875 | Demokrat        | 30. März 1832 – 2. September 1911     |
| John Hancock             | 1875–1877 | Demokrat        | 24. Oktober 1824 – 19. Juli 1893      |
| De Witt Clinton Giddings | 1877–1879 | Demokrat        | 18. Juli 1827 – 19. August 1903       |
| George Washington Jones  | 1879–1883 | Greenback Party | 5. September 1828 – 11. Juli 1903     |
| James Webb Throckmorton  | 1883–1887 | Demokrat        | 1. Februar 1825 – 21. April 1894      |
| Silas Hare               | 1887–1891 | Demokrat        | 13. November 1827 – 26. November 1908 |
| Joseph Weldon Bailey     | 1891–1901 | Demokrat        | 6. Oktober 1862 – 13. April 1929      |
| Choice Boswell Randell   | 1901–1903 | Demokrat        | 1. Januar 1857 – 19. Oktober 1945     |
| James Andrew Beall       | 1903–1915 | Demokrat        | 25. Oktober 1866 – 12. Februar 1929   |
| Hatton William Sumners   | 1915–1947 | Demokrat        | 30. Mai 1875 – 19. April 1962         |
| Joseph Franklin Wilson   | 1947–1955 | Demokrat        | 18. März 1901 – 13. Oktober 1968      |
| Bruce Reynolds Alger     | 1955–1965 | Republikaner    | 12. Juni 1918 – 13. April 2015        |
| Earle Cabell             | 1965–1973 | Demokrat        | 27. Oktober 1906 – 24. September 1975 |
| Alan Watson Steelman     | 1973–1977 | Republikaner    | * 15. März 1942                       |
| James Albon Mattox       | 1977–1983 | Demokrat        | 29. August 1943 – 20. November 2008   |
| John Wiley Bryant        | 1983–1997 | Demokrat        | * 22. Februar 1947                    |
| Peter Anderson Sessions  | 1997–2003 | Republikaner    | * 22. März 1955                       |
| Jeb Hensarling           | 2003–2019 | Republikaner    | * 29. Mai 1957                        |
| Lance Carter Gooden      | seit 2019 | Republikaner    | * 1. Dezember 1982                    |

## 6. Distrikt
Der 6. Distrikt wurde nach dem Zensus von 1870 gegründet. Ab 1873 vertraten ihn bis dato folgende Kongressabgeordnete.
| Name                       | Amtszeit                        | Partei                        | Lebensdaten                         |
| -------------------------- | ------------------------------- | ----------------------------- | ----------------------------------- |
| Asa Hoxie Willie           | 1873–1875                       | Demokrat                      | 11. Oktober 1829 – 16. März 1899    |
| Gustave Schleicher         | 1875–1879                       | Demokrat                      | 19. November 1823 – 10. Januar 1879 |
| Christopher Columbus Upson | 1879–1883                       | Demokrat                      | 17. Oktober 1829 – 8. Februar 1902  |
| Olin Wellborn              | 1883–1887                       | Demokrat                      | 18. Juni 1843 – 6. Dezember 1921    |
| Joseph Abbott              | 1887–1897                       | Demokrat                      | 15. Januar 1840 – 11. Februar 1908  |
| Robert Emmet Burke         | 1897–1901                       | Demokrat                      | 1. August 1847 – 5. Juni 1901       |
| Dudley Goodall Wooten      | 1901–1903                       | Demokrat                      | 19. Juni 1860 – 7. Februar 1929     |
| Scott Field                | 1903–1907                       | Demokrat                      | 26. Januar 1847 – 20. Dezember 1931 |
| Rufus Hardy                | 1907–1923                       | Demokrat                      | 16. Dezember 1855 – 13. März 1943   |
| Luther Alexander Johnson   | 1923–1946                       | Demokrat                      | 29. Oktober 1875 – 6. Juni 1965     |
| Olin Earl Teague           | 1947–1979                       | Demokrat                      | 6. April 1910 – 23. Januar 1981     |
| William Philip Gramm       | 1979–1985                       | Demokrat ab 1983 Republikaner | * 8. Juli 1942                      |
| Joseph Linus Barton        | 1985–2019                       | Republikaner                  | * 15. September 1949                |
| Ronald Jack Wright         | 2019–2021                       | Republikaner                  | 8. April 1953 – 7. Februar 2021     |
| vakant                     | 7. Februar 2021 – 30. Juli 2021 |                               |                                     |
| John Kevin Ellzey Sr.      | seit 2021                       | Republikaner                  | * 24. Januar 1970                   |

## 7. Distrikt
Der 7. Distrikt wurde nach dem Zensus von 1880 gegründet. Ab 1883 vertraten ihn bis dato folgende Kongressabgeordnete.
| Name                       | Amtszeit  | Partei       | Lebensdaten                          |
| -------------------------- | --------- | ------------ | ------------------------------------ |
| Thomas Peck Ochiltree      | 1883–1885 | Unabhängiger | 26. Oktober 1837 – 25. November 1902 |
| William Henry Crain        | 1885–1893 | Demokrat     | 25. November 1848 – 10. Februar 1896 |
| George Cassety Pendleton   | 1893–1897 | Demokrat     | 23. April 1845 – 19. Januar 1913     |
| Robert Lee Henry           | 1897–1903 | Demokrat     | 12. Mai 1864 – 9. Juli 1931          |
| Alexander White Gregg      | 1903–1919 | Demokrat     | 31. Januar 1855 – 30. April 1919     |
| Clay Stone Briggs          | 1919–1933 | Demokrat     | 8. Januar 1876 – 29. April 1933      |
| Clark Wallace Thompson     | 1933–1935 | Demokrat     | 6. August 1896 – 16. Dezember 1981   |
| Nat Patton                 | 1935–1945 | Demokrat     | 26. Februar 1881 – 27. Juli 1957     |
| Thomas Augustus Pickett    | 1945–1952 | Demokrat     | 14. August 1906 – 7. Juni 1980       |
| John Vernard Dowdy         | 1953–1967 | Demokrat     | 11. Februar 1912 – 12. April 1995    |
| George Herbert Walker Bush | 1967–1971 | Republikaner | 12. Juni 1924 – 30. November 2018    |
| William Reynolds Archer    | 1971–2001 | Republikaner | * 22. März 1928                      |
| John Abney Culberson       | 2001–2019 | Republikaner | * 24. August 1956                    |
| Elizabeth Ann Fletcher     | seit 2019 | Demokrat     | * 13. Februar 1975                   |

## 8. Distrikt
Der 8. Distrikt wurde nach dem Zensus von 1880 gegründet. Ab 1883 vertraten ihn bis dato folgende Kongressabgeordnete.
| Name                        | Amtszeit  | Partei       | Lebensdaten                         |
| --------------------------- | --------- | ------------ | ----------------------------------- |
| James Francis Miller        | 1883–1887 | Demokrat     | 1. August 1830 – 3. Juli 1902       |
| Littleton Wilde Moore       | 1887–1893 | Demokrat     | 25. März 1835 – 29. Oktober 1911    |
| Charles Keith Bell          | 1893–1897 | Demokrat     | 18. April 1853 – 21. April 1913     |
| Samuel Willis Tucker Lanham | 1897–1903 | Demokrat     | 4. Juli 1846 – 29. Juli 1908        |
| Thomas Henry Ball           | 1903      | Demokrat     | 14. Januar 1859 – 7. Mai 1944       |
| John McPherson Pinckney     | 1903–1905 | Demokrat     | 4. Mai 1845 – 24. April 1905        |
| John Matthew Moore          | 1905–1913 | Demokrat     | 18. November 1862 – 3. Februar 1940 |
| Joe Henry Eagle             | 1913–1921 | Demokrat     | 23. Januar 1870 – 10. Januar 1963   |
| Daniel Edward Garrett       | 1921–1932 | Demokrat     | 28. April 1869–13. Dezember 1932    |
| Joe Henry Eagle             | 1932–1937 | Demokrat     | 23. Januar 1870 – 10. Januar 1963   |
| Albert Richard Thomas       | 1937–1966 | Demokrat     | 12. April 1898 – 15. Februar 1966   |
| Lera Millard Thomas         | 1966–1967 | Demokrat     | 3. August 1900 – 23. Juli 1993      |
| Robert Christian Eckhardt   | 1967–1981 | Demokrat     | 16. Juli 1913 – 13. November 2001   |
| Jack Milton Fields          | 1981–1997 | Republikaner | * 3. Februar 1952                   |
| Kevin Patrick Brady         | 1997–2023 | Republikaner | * 11. April 1955                    |
| Morgan Luttrell             | seit 2023 | Republikaner | * 7. November 1975                  |

## 9. Distrikt
Der 9. Distrikt wurde nach dem Zensus von 1880 gegründet. Ab 1883 vertraten ihn bis dato folgende Kongressabgeordnete.
| Name                       | Amtszeit  | Partei       | Lebensdaten                            |
| -------------------------- | --------- | ------------ | -------------------------------------- |
| Roger Quarles Mills        | 1883–1891 | Demokrat     | 30. März 1832 – 2. September 1911      |
| Edwin Le Roy Antony        | 1891–1893 | Demokrat     | 5. Januar 1852 – 16. Januar 1913       |
| Joseph Draper Sayers       | 1893–1899 | Demokrat     | 23. September 1841 – 15. Mai 1929      |
| Albert Sidney Burleson     | 1899–1903 | Demokrat     | 7. Juni 1863 – 24. November 1937       |
| George Farmer Burgess      | 1903–1917 | Demokrat     | 21. September 1861 – 31. Dezember 1919 |
| Joseph Jefferson Mansfield | 1917–1947 | Demokrat     | 9. Februar 1861 – 12. Juli 1947        |
| Clark Wallace Thompson     | 1947–1967 | Demokrat     | 6. August 1896 – 16. Dezember 1981     |
| Jack Bascom Brooks         | 1967–1995 | Demokrat     | 22. Dezember 1922 – 4. Dezember 2012   |
| Stephen Ernest Stockman    | 1995–1997 | Republikaner | * 14. November 1956                    |
| Nicholas Valentino Lampson | 1997–2005 | Demokrat     | * 14. Februar 1945                     |
| Alexander N. Green         | seit 2005 | Demokrat     | * 1. September 1947                    |

## 10. Distrikt
Der 10. Distrikt wurde nach dem Zensus von 1880 gegründet. Ab 1883 vertraten ihn bis dato folgende Kongressabgeordnete.
| Name                     | Amtszeit  | Partei       | Lebensdaten                            |
| ------------------------ | --------- | ------------ | -------------------------------------- |
| John Hancock             | 1883–1885 | Demokrat     | 24. Oktober 1824 – 19. Juli 1893       |
| Joseph Draper Sayers     | 1885–1893 | Demokrat     | 23. September 1841 – 15. Mai 1929      |
| Walter Gresham           | 1893–1895 | Demokrat     | 22. Juli 1841 – 6. November 1920       |
| Miles Crowley            | 1895–1897 | Demokrat     | 22. Februar 1859 – 22. September 1921  |
| Robert Bradley Hawley    | 1897–1901 | Republikaner | 25. Oktober 1849 – 28. November 1921   |
| George Farmer Burgess    | 1901–1903 | Demokrat     | 21. September 1861 – 31. Dezember 1919 |
| Albert Sidney Burleson   | 1903–1913 | Demokrat     | 7. Juni 1863 – 24. November 1937       |
| James Paul Buchanan      | 1913–1937 | Demokrat     | 30. April 1867 – 22. Februar 1937      |
| Lyndon Baines Johnson    | 1937–1949 | Demokrat     | 27. August 1908 – 22. Januar 1973      |
| William Homer Thornberry | 1949–1963 | Demokrat     | 9. Januar 1909 – 12. Dezember 1995     |
| James Jarrell Pickle     | 1963–1995 | Demokrat     | 11. Oktober 1913 – 18. Juni 2005       |
| Lloyd Alton Doggett      | 1995–2005 | Demokrat     | * 6. Oktober 1946                      |
| Michael Thomas McCaul    | seit 2005 | Republikaner | * 14. Januar 1962                      |

## 11. Distrikt
Der 11. Distrikt wurde nach dem Zensus von 1880 gegründet. Ab 1883 vertraten ihn bis dato folgende Kongressabgeordnete.
| Name                        | Amtszeit  | Partei       | Lebensdaten                          |
| --------------------------- | --------- | ------------ | ------------------------------------ |
| Samuel Willis Tucker Lanham | 1883–1893 | Demokrat     | 4. Juli 1846 – 29. Juli 1908         |
| William Henry Crain         | 1893–1896 | Demokrat     | 25. November 1848 – 10. Februar 1896 |
| Rudolph Kleberg             | 1896–1903 | Demokrat     | 26. Juni 1847 – 28. Dezember 1924    |
| Robert Lee Henry            | 1903–1917 | Demokrat     | 12. Mai 1864 – 9. Juli 1931          |
| Thomas Terry Connally       | 1917–1929 | Demokrat     | 19. August 1877 – 28. Oktober 1963   |
| Oliver Harlan Cross         | 1929–1937 | Demokrat     | 13. Juli 1868 – 24. April 1960       |
| William Robert Poage        | 1937–1979 | Demokrat     | 28. Dezember 1899 – 3. Januar 1987   |
| James Marvin Leath          | 1979–1991 | Demokrat     | 6. Mai 1931 – 8. Dezember 2000       |
| Thomas Chester Edwards      | 1991–2005 | Demokrat     | * 24. November 1951                  |
| K. Michael Conaway          | 2005–2021 | Republikaner | * 11. Juni 1948                      |
| August Lee Pfluger II       | seit 2021 | Republikaner | * 28. Dezember 1978                  |

## 12. Distrikt
Der 12. Distrikt wurde nach dem Zensus von 1890 gegründet. Ab 1893 vertraten ihn bis dato folgende Kongressabgeordnete.
| Name                     | Amtszeit  | Partei       | Lebensdaten                         |
| ------------------------ | --------- | ------------ | ----------------------------------- |
| Thomas Moore Paschal     | 1893–1895 | Demokrat     | 15. Dezember 1845 – 28. Januar 1919 |
| George Henry Noonan      | 1895–1897 | Republikaner | 20. August 1828 – 17. August 1907   |
| James Luther Slayden     | 1897–1903 | Demokrat     | 1. Juni 1853 – 24. Februar 1924     |
| Oscar William Gillespie  | 1903–1911 | Demokrat     | 20. Juni 1858 – 23. August 1927     |
| Francis Oscar Callaway   | 1911–1917 | Demokrat     | 2. Oktober 1872 – 31. Januar 1947   |
| James Clifton Wilson     | 1917–1919 | Demokrat     | 21. Juni 1874 – 3. August 1951      |
| Frederick Garland Lanham | 1919–1947 | Demokrat     | 3. Januar 1880 – 31. Juli 1965      |
| Wingate Hezekiah Lucas   | 1947–1955 | Demokrat     | 1. Mai 1908 – 26. Mai 1989          |
| James Claude Wright      | 1955–1991 | Demokrat     | 22. Dezember 1922 – 6. Mai 2015     |
| Preston M. Geren         | 1991–1997 | Demokrat     | * 29. Januar 1952                   |
| Norvell Kay Granger      | 1997–2025 | Republikaner | * 18. Januar 1943                   |
| Craig Goldman            | seit 2025 | Republikaner | * 3. Oktober 1968                   |

## 13. Distrikt
Der 13. Distrikt wurde nach dem Zensus von 1890 gegründet. Ab 1893 vertraten ihn bis dato folgende Kongressabgeordnete.
| Name                         | Amtszeit  | Partei       | Lebensdaten                           |
| ---------------------------- | --------- | ------------ | ------------------------------------- |
| Jeremiah Vardaman Cockrell   | 1893–1897 | Demokrat     | 7. Mai 1832 – 18. März 1915           |
| John Hall Stephens           | 1897–1917 | Demokrat     | 22. November 1847 – 18. November 1924 |
| John Marvin Jones            | 1917–1919 | Demokrat     | 26. Februar 1882 – 4. März 1976       |
| Lucian Walton Parrish        | 1919–1922 | Demokrat     | 10. Januar 1878 – 27. März 1922       |
| Guinn Williams               | 1922–1933 | Demokrat     | 22. April 1871 – 9. Januar 1948       |
| William Doddridge McFarlane  | 1933–1939 | Demokrat     | 17. Juli 1894 – 18. Februar 1980      |
| Ed Lee Gossett               | 1939–1951 | Demokrat     | 27. Januar 1902 – 6. November 1990    |
| Frank Neville Ikard          | 1951–1963 | Demokrat     | 30. Januar 1913 – 1. Mai 1991         |
| Graham Boynton Purcell       | 1963–1973 | Demokrat     | 5. Mai 1919 – 11. Juni 2011           |
| Robert Dale Price            | 1973–1975 | Republikaner | 7. September 1927 – 24. August 2004   |
| Jack English Hightower       | 1975–1985 | Demokrat     | 6. September 1926 – 3. August 2013    |
| Eldon Beau Boulter           | 1985–1989 | Republikaner | * 23. Februar 1942                    |
| William Sarpalius            | 1989–1995 | Demokrat     | * 10. Januar 1948                     |
| William McClellan Thornberry | 1995–2021 | Republikaner | * 15. Juli 1958                       |
| Ronny Lynn Jackson           | seit 2021 | Republikaner | * 4. Mai 1967                         |

## 14. Distrikt
Der 14. Distrikt wurde nach dem Zensus von 1900 gegründet. Ab 1903 vertraten ihn bis dato folgende Kongressabgeordnete.
| Name                        | Amtszeit  | Partei                        | Lebensdaten                           |
| --------------------------- | --------- | ----------------------------- | ------------------------------------- |
| James Luther Slayden        | 1903–1919 | Demokrat                      | 1. Juni 1853 – 24. Februar 1924       |
| Carlos Bee                  | 1919–1921 | Demokrat                      | 8. Juli 1867 – 20. April 1932         |
| Harry McLeary Wurzbach      | 1921–1929 | Republikaner                  | 19. Mai 1874 – 6. November 1931       |
| Augustus McCloskey          | 1929–1930 | Demokrat                      | 23. September 1877 – 21. Juli 1950    |
| Harry McLeary Wurzbach      | 1930–1931 | Republikaner                  | 19. Mai 1874 – 6. November 1931       |
| Richard Mifflin Kleberg     | 1931–1945 | Demokrat                      | 18. November 1887 – 8. Mai 1955       |
| John Emmett Lyle            | 1945–1955 | Demokrat                      | 4. September 1910 – 11. November 2003 |
| John Junior Bell            | 1955–1957 | Demokrat                      | 15. Mai 1910 – 24. Januar 1963        |
| John Andrew Young           | 1957–1979 | Demokrat                      | 10. November 1916 – 22. Januar 2002   |
| Joseph Peyton Wyatt         | 1979–1981 | Demokrat                      | 12. Oktober 1941 – 4. April 2022      |
| William Neff Patman         | 1981–1985 | Demokrat                      | 26. März 1927 – 9. Dezember 2008      |
| David McCann Sweeney        | 1985–1989 | Republikaner                  | * 15. September 1955                  |
| Gregory H. Laughlin         | 1989–1997 | Demokrat ab 1995 Republikaner | * 21. Januar 1942                     |
| Ronald Ernest Paul          | 1997–2013 | Republikaner                  | * 20. August 1935                     |
| Randall „Randy“ Keith Weber | seit 2013 | Republikaner                  | * 2. Juli 1953                        |

## 15. Distrikt
Der 15. Distrikt wurde nach dem Zensus von 1900 gegründet. Ab 1903 vertraten ihn bis dato folgende Kongressabgeordnete.
| Name                  | Amtszeit  | Partei   | Lebensdaten                          |
| --------------------- | --------- | -------- | ------------------------------------ |
| John Nance Garner     | 1903–1933 | Demokrat | 22. November 1868 – 7. November 1967 |
| Milton Horace West    | 1933–1948 | Demokrat | 30. Juni 1888 – 28. Oktober 1948     |
| Lloyd Millard Bentsen | 1948–1955 | Demokrat | 11. Februar 1921 – 23. Mai 2006      |
| Joe Madison Kilgore   | 1955–1965 | Demokrat | 10. Dezember 1918 – 10. Februar 1999 |
| Eligio de la Garza    | 1965–1997 | Demokrat | 22. September 1927 – 13. März 2017   |
| Rubén E. Hinojosa     | 1997–2017 | Demokrat | * 20. August 1940                    |
| Vicente González      | 2017–2023 | Demokrat | * 4. September 1967                  |
| Monica De La Cruz     | seit 2023 | Demokrat | * 11. November 1974                  |

## 16. Distrikt
Der 16. Distrikt wurde nach dem Zensus von 1900 gegründet. Ab 1903 vertraten ihn bis dato folgende Kongressabgeordnete.
| Name                    | Amtszeit  | Partei       | Lebensdaten                         |
| ----------------------- | --------- | ------------ | ----------------------------------- |
| William Robert Smith    | 1903–1917 | Demokrat     | 18. August 1863 – 16. August 1924   |
| Thomas Lindsay Blanton  | 1917–1919 | Demokrat     | 25. Oktober 1872 – 11. August 1957  |
| Claude Benton Hudspeth  | 1919–1931 | Demokrat     | 12. Mai 1877 – 19. März 1941        |
| Robert Ewing Thomason   | 1931–1947 | Demokrat     | 30. Mai 1879 – 8. November 1973     |
| Kenneth Mills Regan     | 1947–1955 | Demokrat     | 6. März 1891 – 15. August 1959      |
| J. T. Rutherford        | 1955–1963 | Demokrat     | 30. Mai 1921 – 6. November 2006     |
| Edgar Franklin Foreman  | 1963–1965 | Republikaner | 22. Dezember 1933 – 2. Februar 2022 |
| Richard Crawford White  | 1965–1983 | Demokrat     | 29. April 1923 – 18. Februar 1998   |
| Ronald D'Emory Coleman  | 1983–1997 | Demokrat     | * 29. November 1941                 |
| Silvestre Reyes         | 1997–2013 | Demokrat     | * 10. November 1944                 |
| Robert Francis O’Rourke | 2013–2019 | Demokrat     | * 26. September 1972                |
| Veronica Escobar        | seit 2019 | Demokrat     | * 15. September 1969                |

## 17. Distrikt
Der 17. Distrikt wurde nach dem Zensus von 1910 gegründet. Ab 1913 vertraten ihn bis dato folgende Kongressabgeordnete.
| Name                    | Amtszeit  | Partei       | Lebensdaten                           |
| ----------------------- | --------- | ------------ | ------------------------------------- |
| Daniel Edward Garrett   | 1913–1915 | Demokrat     | 28. April 1869 – 13. Dezember 1932    |
| James Harvey Davis      | 1915–1917 | Demokrat     | 24. Dezember 1853 – 31. Januar 1940   |
| Daniel Edward Garrett   | 1917–1919 | Demokrat     | 28. April 1869 – 13. Dezember 1932    |
| Thomas Lindsay Blanton  | 1919–1929 | Demokrat     | 28. Oktober 1872 – 11. August 1957    |
| Robert Quincy Lee       | 1929–1930 | Demokrat     | 12. Januar 1869 – 18. April 1930      |
| Thomas Lindsay Blanton  | 1930–1937 | Demokrat     | 28. Oktober 1872 – 11. August 1957    |
| Clyde Leonard Garrett   | 1937–1941 | Demokrat     | 16. Dezember 1885 – 18. Dezember 1959 |
| Sam Morris Russell      | 1941–1947 | Demokrat     | 9. August 1889 – 19. Oktober 1971     |
| Omar Truman Burleson    | 1947–1979 | Demokrat     | 19. März 1906 – 14. Mai 1991          |
| Charles Walter Stenholm | 1979–2005 | Demokrat     | 26. Oktober 1938 – 17. Mai 2023       |
| Thomas Chester Edwards  | 2005–2011 | Demokrat     | * 24. November 1951                   |
| William H. Flores       | 2011–2021 | Republikaner | * 25. Februar 1954                    |
| Peter Anderson Sessions | seit 2021 | Republikaner | * 22. März 1955                       |

## 18. Distrikt
Der 18. Distrikt wurde nach dem Zensus von 1910 gegründet. Ab 1913 vertraten ihn bis dato folgende Kongressabgeordnete.
| Name                      | Amtszeit                           | Partei       | Lebensdaten                          |
| ------------------------- | ---------------------------------- | ------------ | ------------------------------------ |
| Hatton William Sumners    | 1913–1915                          | Demokrat     | 30. Mai 1875 – 19. April 1962        |
| Atkins Jefferson McLemore | 1915–1919                          | Demokrat     | 13. März 1857 – 4. März 1929         |
| John Marvin Jones         | 1919–1941                          | Demokrat     | 26. Februar 1882 – 4. März 1976      |
| Francis Eugene Worley     | 1941–1950                          | Demokrat     | 10. Oktober 1908 – 17. Dezember 1974 |
| Ben Hugh Guill            | 1950–1951                          | Republikaner | 8. September 1909 – 15. Januar 1994  |
| Walter Edward Rogers      | 1951–1967                          | Demokrat     | 19. Juli 1908 – 31. Mai 2001         |
| Robert Dale Price         | 1967–1973                          | Republikaner | 7. September 1927 – 24. August 2004  |
| Barbara Charline Jordan   | 1973–1979                          | Demokrat     | 21. Februar 1936 – 17. Januar 1996   |
| George Thomas Leland      | 1979–1989                          | Demokrat     | 27. November 1944 – 7. August 1989   |
| Craig Anthony Washington  | 1989–1995                          | Demokrat     | * 12. Oktober 1941                   |
| Sheila Jackson Lee        | 1995–2024                          | Demokrat     | 12. Januar 1950 – 19. Juli 2024      |
| vakant                    | 19. Juli 2024 – 12. November 2024  |              |                                      |
| Erica Lee Carter          | 12. November 2024 – 3. Januar 2025 | Demokrat     | * 2. Februar 1980                    |
| Sylvester Turner          | 3. Januar 2025 – 5. März 2025      | Demokrat     | 27. September 1954 – 5. März 2025    |
| vakant                    | seit 5. März 2025                  |              |                                      |

## 19. Distrikt
Der 19. Distrikt wurde nach dem Zensus von 1930 gegründet. Ab 1933 vertraten ihn bis dato folgende Kongressabgeordnete.
| Name                       | Amtszeit  | Partei       | Lebensdaten                            |
| -------------------------- | --------- | ------------ | -------------------------------------- |
| Joseph Weldon Bailey Jr.   | 1933–1935 | Demokrat     | 15. Dezember 1892 – 17. Juli 1943      |
| George Herman Mahon        | 1935–1979 | Demokrat     | 22. September 1900 – 19. November 1985 |
| Kent Ronald Hance          | 1979–1985 | Demokrat     | * 14. November 1942                    |
| Larry Ed Combest           | 1985–2003 | Republikaner | * 20. März 1945                        |
| Robert Randolph Neugebauer | 2003–2017 | Republikaner | * 24. Dezember 1949                    |
| Jodey Arrington            | seit 2017 | Republikaner | * 9. März 1972                         |

## 20. Distrikt
Der 20. Distrikt wurde nach dem Zensus von 1930 gegründet. Ab 1933 vertraten ihn bis dato folgende Kongressabgeordnete.
| Name                    | Amtszeit  | Partei   | Lebensdaten                      |
| ----------------------- | --------- | -------- | -------------------------------- |
| Sterling Price Strong   | 1933–1935 | Demokrat | 17. August 1862 – 28. März 1936  |
| Fontaine Maury Maverick | 1935–1939 | Demokrat | 23. Oktober 1895 – 7. Juni 1954  |
| Paul Joseph Kilday      | 1939–1961 | Demokrat | 29. März 1900 – 12. Oktober 1968 |
| Henry Barbosa Gonzalez  | 1961–1999 | Demokrat | 3. Mai 1916 – 28. November 2000  |
| Charlie Gonzalez        | 1999–2013 | Demokrat | * 5. Mai 1945                    |
| Joaquín Castro          | seit 2013 | Demokrat | * 16. September 1974             |

## 21. Distrikt
Der 21. Distrikt wurde nach dem Zensus von 1930 gegründet. Ab 1933 vertraten ihn bis dato folgende Kongressabgeordnete.
| Name                    | Amtszeit  | Partei       | Lebensdaten                          |
| ----------------------- | --------- | ------------ | ------------------------------------ |
| George Butler Terrell   | 1933–1935 | Demokrat     | 5. Dezember 1862 – 18. April 1947    |
| Charles Lacy South      | 1935–1943 | Demokrat     | 22. Juli 1892 – 20. Dezember 1965    |
| Ovie Clark Fisher       | 1943–1975 | Demokrat     | 22. November 1903 – 9. Dezember 1994 |
| Robert Charles Krueger  | 1975–1979 | Demokrat     | 19. September 1935 – 30. April 2022  |
| Thomas Gilbert Loeffler | 1979–1987 | Republikaner | * 1. August 1946                     |
| Lamar Seeligson Smith   | 1987–2019 | Republikaner | * 19. November 1947                  |
| Charles Eugene Roy      | seit 2019 | Republikaner | * 7. August 1972                     |

## 22. Distrikt
Der 22. Distrikt wurde nach dem Zensus von 1950 gegründet. Ab 1953 vertraten ihn bis dato folgende Kongressabgeordnete.
| Name                       | Amtszeit  | Partei       | Lebensdaten                          |
| -------------------------- | --------- | ------------ | ------------------------------------ |
| Martin Dies Jr.            | 1953–1959 | Demokrat     | 5. November 1900 – 14. November 1972 |
| Robert Randolph Casey      | 1959–1977 | Demokrat     | 27. Juli 1915 – 17. April 1986       |
| Robert Alton Gammage       | 1977–1979 | Demokrat     | 13. März 1938 – 10. September 2012   |
| Ronald Ernest Paul         | 1979–1985 | Republikaner | * 20. August 1935                    |
| Thomas Dale DeLay          | 1985–2006 | Republikaner | * 8. April 1947                      |
| Shelley Sekula-Gibbs       | 2006–2007 | Republikaner | * 22. Juni 1953                      |
| Nicholas Valentino Lampson | 2007–2009 | Demokrat     | * 14. Februar 1945                   |
| Peter Graham Olson         | 2009–2021 | Republikaner | * 9. Dezember 1962                   |
| Troy Edwin Nehls           | seit 2021 | Republikaner | * 7. April 1968                      |

## 23. Distrikt
Der 23. Distrikt wurde nach dem Zensus von 1960 gegründet. Ab 1963 vertraten ihn bis dato folgende Kongressabgeordnete.
| Name                       | Amtszeit  | Partei       | Lebensdaten                         |
| -------------------------- | --------- | ------------ | ----------------------------------- |
| Joe Richard Pool           | 1963–1967 | Demokrat     | 18. Februar 1911 – 14. Juli 1968    |
| Abraham Kazen              | 1967–1985 | Demokrat     | 17. Januar 1919 – 29. November 1987 |
| Albert Garza Bustamante    | 1985–1993 | Demokrat     | 8. April 1935 – 30. November 2021   |
| Henry Bonilla              | 1993–2007 | Republikaner | * 2. Januar 1954                    |
| Ciro Davis Rodriguez       | 2007–2011 | Demokrat     | * 9. Dezember 1946                  |
| Francisco R. Canseco       | 2011–2013 | Republikaner | * 30. Juli 1949                     |
| Pete P. Gallego            | 2013–2015 | Demokrat     | * 2. Dezember 1961                  |
| William Ballard Hurd       | 2015–2021 | Republikaner | * 19. August 1977                   |
| Ernest Anthony Gonzales II | seit 2021 | Republikaner | * 10. Oktober 1980                  |

## 24. Distrikt
Der 24. Distrikt wurde nach dem Zensus von 1970 gegründet. Ab 1973 vertraten ihn bis dato folgende Kongressabgeordnete.
| Name                    | Amtszeit  | Partei       | Lebensdaten                          |
| ----------------------- | --------- | ------------ | ------------------------------------ |
| Dale Milford            | 1973–1979 | Demokrat     | 18. Februar 1926 – 26. Dezember 1997 |
| Jonas Martin Frost      | 1979–2005 | Demokrat     | * 1. Januar 1942                     |
| Kenneth Marchant        | 2005–2021 | Republikaner | * 23. Februar 1951                   |
| Elizabeth Ann Van Duyne | seit 2021 | Republikaner | * 16. November 1970                  |

## 25. Distrikt
Der 25. Distrikt wurde nach dem Zensus von 1980 gegründet. Ab 1983 vertraten ihn bis dato folgende Kongressabgeordnete.
| Name                    | Amtszeit  | Partei       | Lebensdaten          |
| ----------------------- | --------- | ------------ | -------------------- |
| Michael Allen Andrews   | 1983–1995 | Demokrat     | * 7. Februar 1944    |
| Kenneth E. Bentsen Jr.  | 1995–2003 | Demokrat     | * 3. Juni 1959       |
| Robert Christopher Bell | 2003–2005 | Demokrat     | * 23. November 1959  |
| Lloyd Alton Doggett     | 2005–2013 | Demokrat     | * 6. Oktober 1946    |
| John Roger Williams     | seit 2013 | Republikaner | * 13. September 1949 |

## 26. Distrikt
Der 26. Distrikt wurde nach dem Zensus von 1980 gegründet. Ab 1983 vertraten ihn bis dato folgende Kongressabgeordnete.
| Name                    | Amtszeit  | Partei       | Lebensdaten                         |
| ----------------------- | --------- | ------------ | ----------------------------------- |
| Tommy Joe Vandergriff   | 1983–1985 | Demokrat     | 29. Januar 1926 – 30. Dezember 2010 |
| Richard Keith Armey     | 1985–2003 | Republikaner | * 7. Juli 1940                      |
| Michael Clifton Burgess | 2003–2025 | Republikaner | * 23. Dezember 1950                 |
| Brandon Gill            | seit 2025 | Republikaner | * 26. Februar 1994                  |

## 27. Distrikt
Der 27. Distrikt wurde nach dem Zensus von 1980 gegründet. Ab 1983 vertraten ihn bis dato folgende Kongressabgeordnete.
| Name                      | Amtszeit  | Partei       | Lebensdaten                       |
| ------------------------- | --------- | ------------ | --------------------------------- |
| Solomon Porfirio Ortiz    | 1983–2011 | Demokrat     | * 3. Juni 1937                    |
| Randolph Blake Farenthold | 2011–2018 | Republikaner | 12. Dezember 1961 – 20. Juni 2025 |
| Michael Jonathan Cloud    | seit 2018 | Republikaner | * 13. Mai 1975                    |

## 28. Distrikt
Der 28. Distrikt wurde nach dem Zensus von 1990 gegründet. Ab 1993 vertraten ihn bis dato folgende Kongressabgeordnete.
| Name                            | Amtszeit  | Partei   | Lebensdaten                       |
| ------------------------------- | --------- | -------- | --------------------------------- |
| Frank Mariano Tejeda            | 1993–1997 | Demokrat | 2. Oktober 1945 – 30. Januar 1997 |
| Ciro Davis Rodriguez            | 1997–2005 | Demokrat | * 9. Dezember 1946                |
| Enrique „Henry“ Roberto Cuellar | seit 2005 | Demokrat | * 19. September 1955              |

## 29. Distrikt
Der 29. Distrikt wurde nach dem Zensus von 1990 gegründet. Ab 1993 vertraten ihn bis dato folgende Kongressabgeordnete.
| Name                    | Amtszeit  | Partei   | Lebensdaten         |
| ----------------------- | --------- | -------- | ------------------- |
| Raymond Eugene Green    | 1993–2019 | Demokrat | * 17. Oktober 1947  |
| Sylvia Rodriguez Garcia | seit 2019 | Demokrat | * 6. September 1950 |

## 30. Distrikt
Der 30. Distrikt wurde nach dem Zensus von 1990 gegründet. Ab 1993 vertraten ihn bis dato folgende Kongressabgeordnete.
| Name                  | Amtszeit  | Partei   | Lebensdaten                          |
| --------------------- | --------- | -------- | ------------------------------------ |
| Eddie Bernice Johnson | 1993–2023 | Demokrat | 3. Dezember 1935 – 31. Dezember 2023 |
| Jasmine Crockett      | seit 2023 | Demokrat | * 29. März 1981                      |

## 31. Distrikt
Der 31. Distrikt wurde nach dem Zensus von 2000 gegründet. Ab 2003 vertraten ihn bis dato folgende Kongressabgeordneter.
| Name             | Amtszeit  | Partei       | Lebensdaten        |
| ---------------- | --------- | ------------ | ------------------ |
| John Rice Carter | seit 2003 | Republikaner | * 6. November 1941 |

## 32. Distrikt
Der 32. Distrikt wurde nach dem Zensus von 2000 gegründet. Ab 2003 vertraten ihn bis dato folgende Kongressabgeordnete.
| Name                    | Amtszeit  | Partei       | Lebensdaten      |
| ----------------------- | --------- | ------------ | ---------------- |
| Peter Anderson Sessions | 2003–2019 | Republikaner | * 22. März 1955  |
| Colin Zachary Allred    | 2019–2025 | Demokrat     | * 15. April 1983 |
| Julie Johnson           | seit 2025 | Demokrat     | * 2. Mai 1966    |

## 33. Distrikt
Der 33. Distrikt wurde nach dem Zensus von 2010 gegründet. Ab 2013 vertraten ihn bis dato folgende Kongressabgeordneter.
| Name                | Amtszeit  | Partei   | Lebensdaten      |
| ------------------- | --------- | -------- | ---------------- |
| Marc Allison Veasey | seit 2013 | Demokrat | * 3. Januar 1971 |

## 34. Distrikt
Der 34. Distrikt wurde nach dem Zensus von 2010 gegründet. Ab 2013 vertraten ihn bis dato folgende Kongressabgeordnete.
| Name                   | Amtszeit  | Partei         | Lebensdaten         |
| ---------------------- | --------- | -------------- | ------------------- |
| Filemon Bartolome Vela | 2013–2022 | Demokrat       | * 13. Februar 1963  |
| Mayra Flores           | 2022–2023 | Republikanerin | * 1. Januar 1986    |
| Vicente González       | seit 2023 | Demokrat       | * 4. September 1967 |

## 35. Distrikt
Der 35. Distrikt wurde nach dem Zensus von 2010 gegründet. Ab 2013 vertraten ihn bis dato folgende Kongressabgeordnete.
| Name                   | Amtszeit  | Partei   | Lebensdaten       |
| ---------------------- | --------- | -------- | ----------------- |
| Lloyd Alton Doggett II | 2013–2023 | Demokrat | * 6. Oktober 1946 |
| Greg Casar             | seit 2013 | Demokrat | * 4. Mai 1989     |

## 36. Distrikt
Der 36. Distrikt wurde nach dem Zensus von 2010 gegründet. Ab 2013 vertraten ihn bis dato folgende Kongressabgeordnete.
| Name                    | Amtszeit  | Partei       | Lebensdaten         |
| ----------------------- | --------- | ------------ | ------------------- |
| Stephen Ernest Stockman | 2013–2015 | Republikaner | * 14. November 1956 |
| Brian Philip Babin      | seit 2015 | Republikaner | * 23. März 1948     |

## 37. Distrikt
Der 37. Distrikt wurde nach dem Zensus von 2020 gegründet. Ab 2023 vertraten ihn bis dato folgende Kongressabgeordneter.
| Name          | Amtszeit  | Partei   | Lebensdaten       |
| ------------- | --------- | -------- | ----------------- |
| Lloyd Doggett | seit 2023 | Demokrat | * 6. Oktober 1946 |

## 38. Distrikt
Der 38. Distrikt wurde nach dem Zensus von 2020 gegründet. Ab 2023 vertraten ihn bis dato folgende Kongressabgeordneter.
| Name        | Amtszeit  | Partei       | Lebensdaten         |
| ----------- | --------- | ------------ | ------------------- |
| Wesley Hunt | seit 2023 | Republikaner | * 13. November 1981 |